# Historia de Santiago de Chile
La historia de Santiago se remonta a los primeros habitantes de la cuenca del río Mapocho, aproximadamente en el X milenio a. C. Sin embargo, recién en el siglo XV con la conquista de la región por el Imperio incaico se instalaría un núcleo urbano, un centro administrativo y ceremonial de dicho estado en el valle del Mapocho, en torno a la actual Plaza de Armas de la ciudad.
La ciudad fue fundada sobre la infraestructura del centro administrativo incaico anterior hace 484 años, como Santiago del Nuevo Extremo (en honor al apóstol Santiago, convirtiéndose así en la capital de la Gobernación de Nueva Extremadura)   por el conquistador extremeño Pedro de Valdivia, el 12 de febrero de 1541. Desde esa fecha, la primera ciudad fundada en Chile sería, casi ininterrumpidamente hasta el día de hoy, la capital y principal urbe de la nación.
En la actualidad, Santiago es una gran conurbación que, en 2002, se extendía sobre una superficie de 641,4 km² y tenía una población de 5 428 590 habitantes, cifra que en 2006 alcanzaría, según estimaciones del Instituto Nacional de Estadísticas (INE), a los 6 269 629 habitantes, lo que equivale a cerca del 40 % de la población total del país.

## Mapocho incaico
La zona de Santiago es una zona de ocupación de larga data. La ciudad esta descentrada en 6 grados al mayo, lo que indica una creación de  al menos de 3500 años antes de nuestra época.
Santiago de Chile habría sido fundada sobre un centro administrativo inca, el más austral de ese Imperio, de acuerdo a lo postulado en una publicación de una investigación del Museo Nacional de Historia Natural divulgada en enero de 2013 en su boletín mensual. Realizado por el arqueólogo Rubén Stehberg y el historiador Gonzalo Sotomayor, el estudio postula que Santiago habría sido un importante centro administrativo y ceremonial del Imperio del Tawantinsuyu y que el camino del inca llegaba hasta la Plaza de Armas.

Habría existido un centro urbano Tawantinsuyu, bajo el casco antiguo de la ciudad de Santiago, desde el cual salían caminos incaicos en distintas direcciones y cuya base de sustentación fue la hidroagricultura y la minería de oro y plata [...,] la infraestructura de esta instalación habría sido aprovechada por [el conquistador español] Pedro de Valdivia para fundar la ciudad de Santiago.
Rubén Stehberg

El investigador Rubén Stehberg del Museo y Gonzalo Sotomayor de la Universidad Andrés Bello reunieron las evidencias de las investigaciones presentadas en 1976, más documentos históricos; y a esto agregaron nuevas evidencias con las cuales postulan de que bajo la ciudad del casco viejo de Santiago se encontraría un asentamiento inca en los cursos medios de los ríos Mapocho y Maipo. La ocupación contaba con reyes y autoridades a lo largo de los valles hasta llegar a Mapocho, pero estos habrían sido muertos durante la conquista de Diego de Almagro. La ciudad inca del Mapocho se la comparaba, según escritos demostrados en el estudio, como otra versión de Cuzco, un lugar en que prosperaba la minería y la agricultura. De ello postulan entonces que Pedro de Valdivia realmente no fundó Santiago, sino que viajó directamente a poblarla y tomar posesión de la ciudad.
Según el cronista Gerónimo de Bibar, Valdivia tenía la intención de “…poblar un pueblo como el Cuzco a las riberas del río nombrado Mapocho y que fuesen allá a darle obediencia”. O igual lo referido por el padre Diego de Rosales que decía que Pedro de Valdivia "a su llegada a la cuenca del Mapocho se aloja en La Chimba y el cacique Loncomilla le aconseja fundar la ciudad al sur del río Mapocho"... donde los Ingas avían hecho una población". En estas y otras citas similares, se evidencia que el pueblo existía y era como un Cuzco, es decir como una capital provincial.
Hasta ahora, la historia ha señalado que Pedro de Valdivia fundó Santiago el 12 de febrero de 1541 y que en el lugar había algunos pocos mapuches y una escasa organización. Sin embargo, estas nuevas investigaciones dan fuerza a la teoría de que lo que ahora es el centro de Santiago podría haber sido un importante centro administrativo y ceremonial del Imperio inca en el Collasuyo.

En ese antiguo "Santiago incaico" había un "tambo mayor" que fue usado por Pedro de Valdivia para albergar los primeros cabildos y que correspondería a donde hoy está la Municipalidad. Pero también había otros edificios administrativos y casas de mamaconas, mujeres dedicadas al culto al sol.
Gonzalo Sotomayor

Una contradicción a esta versión es que Valdivia colocó Santa Lucía al cerro de la ciudad en honor a la santa del día. Pero el día de Santa Lucía es el 13 de diciembre, no el 12 de febrero.
En el año 2000 otras investigaciones realizadas destacaron que “los incas nombraron un gobernador en Aconcagua llamado Quilicanta, el cual habría tenido a su cargo “gente de guarnición” y colocaron otro en la cuenca de Santiago llamado Vitacura, a cargo de “gente de presidio”
Según el estudio existían dos variantes del “camino del Inca” que se desprendían del valle de Aconcagua para juntarse nuevamente en las cercanías del cerro San Cristóbal.En el mismo lugar donde los europeos instalaron su Plaza Mayor, la plaza de armas, hay escritos que nombran un “tambo” gigante, característico de los indígenas.Evidencias de arqueología se encontraron bajo algunos metros de la superficie mientras analizaban la mitad sur de la cuenca del río Mapocho.
De acuerdo a lo observado por Stehberg y Sotomayor, los vestigios arqueológicos señalan la existencia del antiguo asentamiento incásico en Santiago, con influencias de las culturas diaguitas y Aconcagua. Se habría tratado, acaso, de una ciudadela o pequeño establecimiento de carácter agrícola muy ajeno al de las culturas locales hortícolas y cazadoras-recolectoras que había antes, las que mantenían un modus vivendi más bien disperso y falto de cohesión administrativa. De hecho, el del Valle del Mapocho pudo haber sido el único establecimiento de este tipo en unos 500 km a la redonda.

La información histórica, arqueológica y geográfica disponible coincide en señalar que entre el cerro Huelén por el oriente, los dos cauces del río Mapocho por el norte y sur, respectivamente y en algún punto intermedio entre las actuales calles Bandera y Brasil, por el poniente, se emplazó un importante centro urbano Tawantinsuyu. El conjunto arquitectónico se organizaba en torno a una gran plaza que, según la información arqueológica y etnohistórica disponible, se emplazó exactamente en el lugar donde Pedro de Valdivia fundó la suya.
Rubén Stehberg.

## Fundación de la ciudad

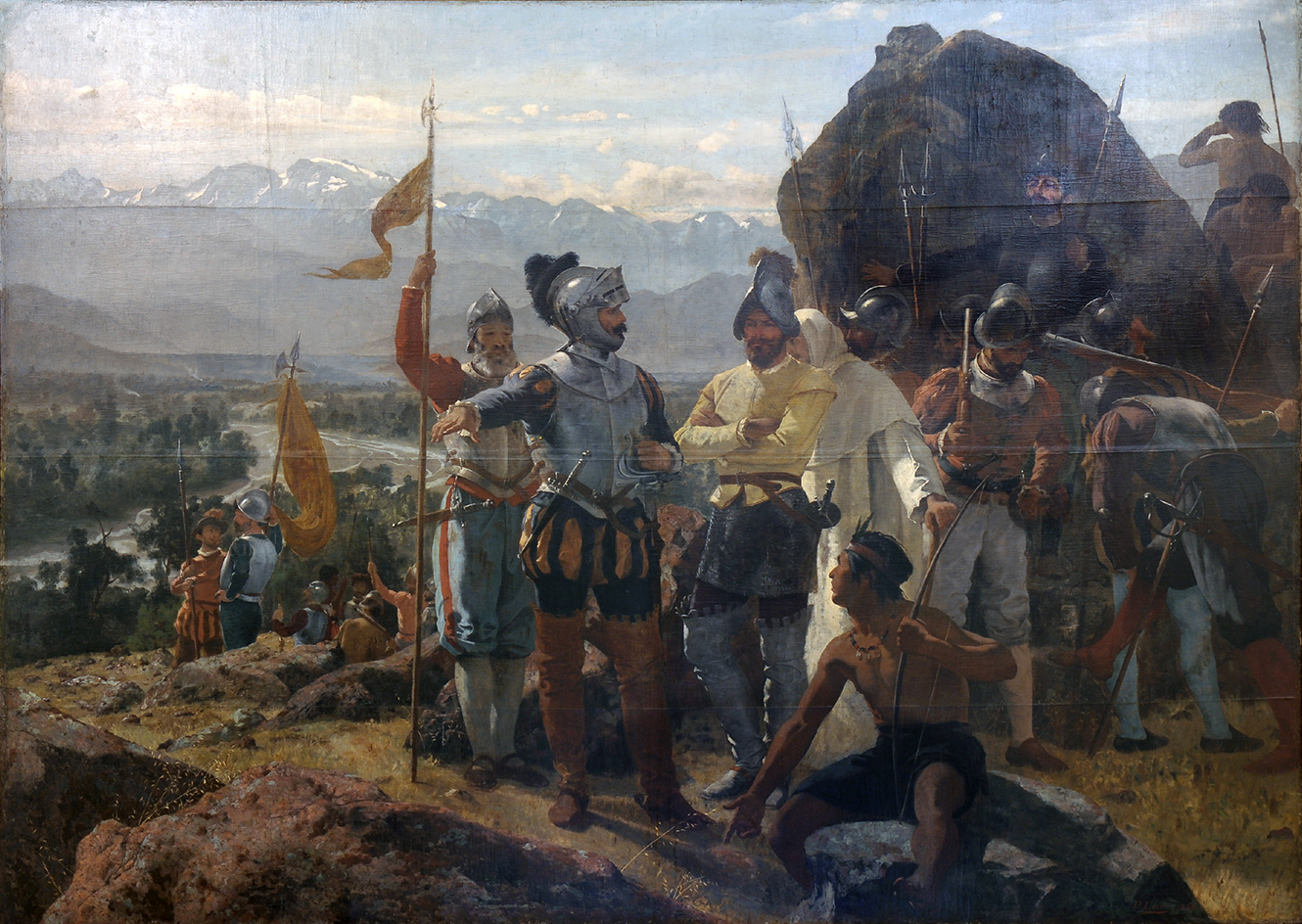
«La fundación de Santiago», óleo de Pedro Lira (1858). La obra muestra al conquistador español Pedro de Valdivia proclamando la fundación de la ciudad el 12 de febrero de 1541.

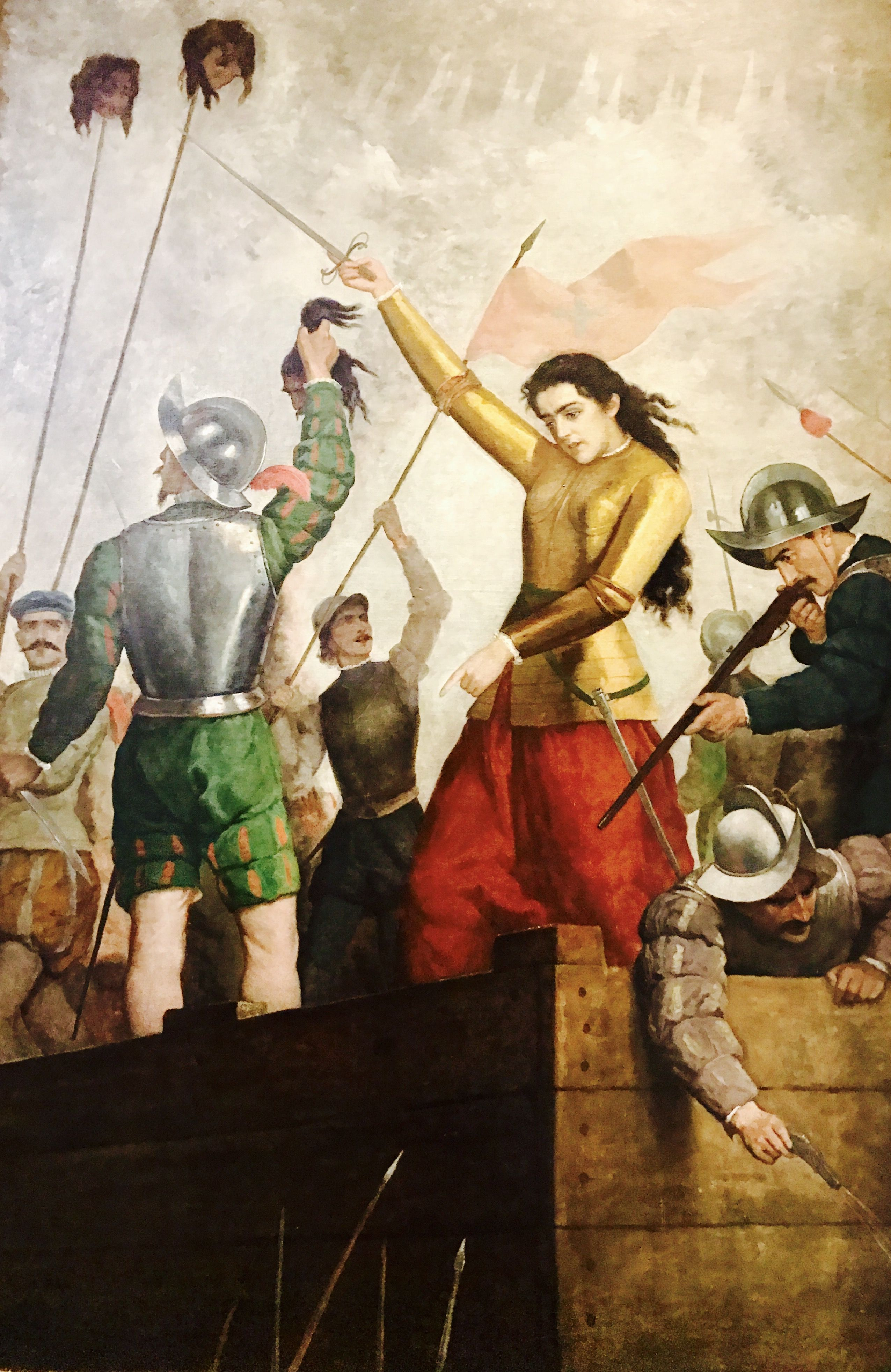
Inés Suárez organiza la defensa de la ciudad el 11 de septiembre de 1541.

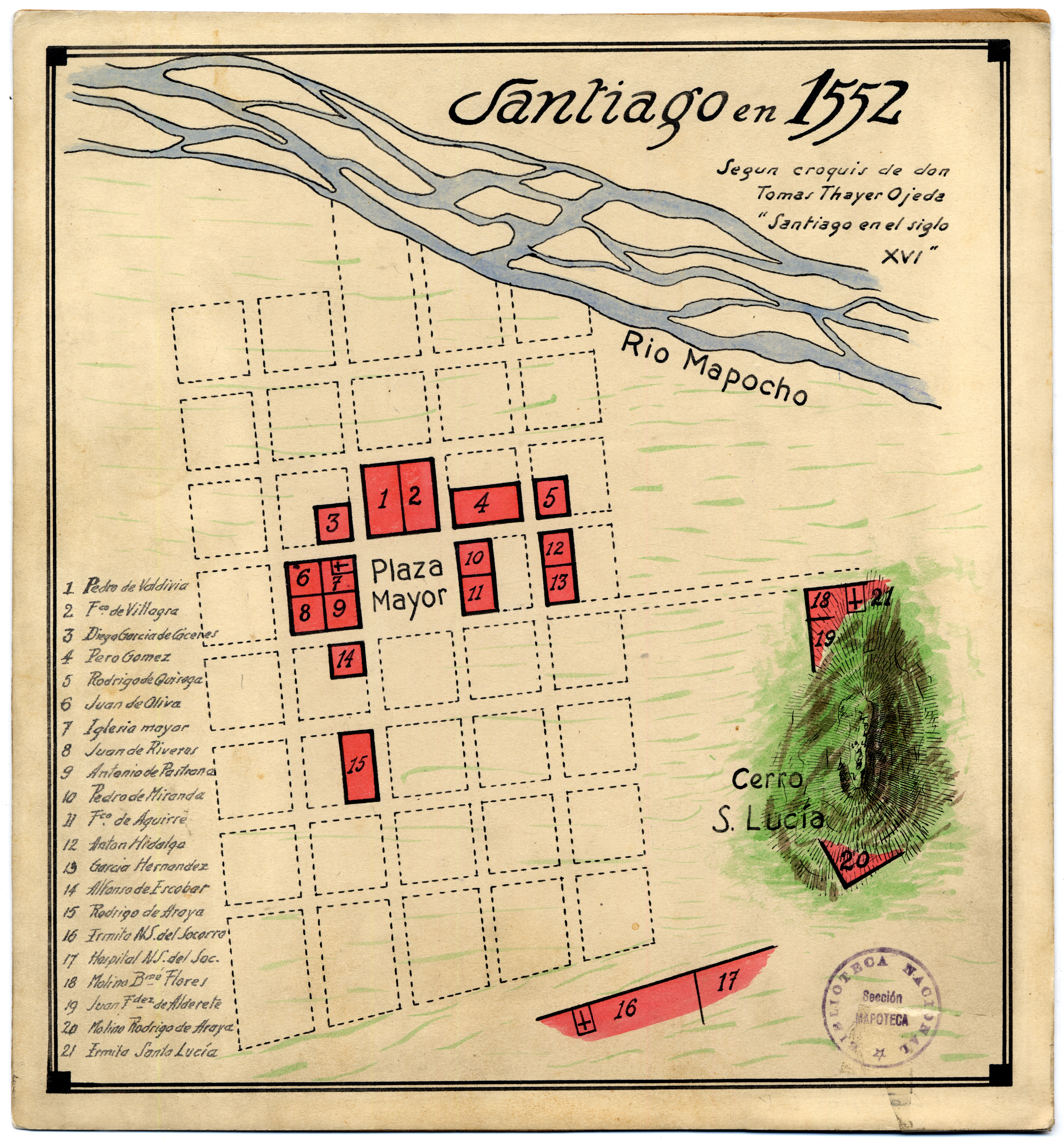
Plano inicial de la ciudad en 1552.

Tras una larga travesía desde Cuzco, atravesando el desierto de Atacama y los valles transversales y superando las hostilidades de algunos grupos indígenas, el conquistador extremeño Pedro de Valdivia llegó al valle del Mapocho, el lunes 13 de diciembre de 1540. Las huestes de Valdivia acamparon junto a las aguas del río, en los faldeos del cerro Tupahue y comenzaron lentamente a entablar relaciones con los indígenas picunches que habitaban la zona.
Pasados los peligros Valdivia convocó a los caciques de la zona a un solemne parlamento. A él asistieron líderes de diferentes territorios, desde Lampa hasta la región del Cachapoal. El conquistador español les explicó su intención: fundar una ciudad en nombre del rey Carlos I de España de la que sería su gobernación de Nueva Extremadura. Los indígenas habrían aceptado inicialmente, pensando en una segura expulsión de los forasteros en el futuro, y fue cedida una pequeña isla ubicada entre dos brazos del río junto a un cerro denominado como Huelén, el cual era de propiedad del cacique Huelén Huala. Tras la cesión de tierras, varios lof o clanes indígenas de las zonas cercanas al cerro Manquehue (denominadas como La Dehesa del Rey por los conquistadores) fueron trasladadas hacia otras zonas como Tango, Peñalolén y finalmente el pueblo de indios de Apoquindo.
El miércoles 12 de febrero de 1541, Valdivia fundaría oficialmente la ciudad de Santiago de Nueva Extremadura (Santiago del Nuevo Extremo) en honor al Apóstol Santiago, santo patrono de España, en las cercanías del Huelén, renombrado por el conquistador como "Santa Lucía". Siguiendo las normas coloniales, Valdivia encomendó el trazado de la nueva ciudad al alarife Pedro de Gamboa el cual diseñaría la ciudad en forma de damero. Éste tomaría como base del trazado el antiguo centro administrativo incaico, cuyo centro ceremonial pasaría a ser la Plaza Mayor, alrededor de la cual se destinaron solares para la Catedral, la cárcel y la casa del gobernador. En total se construyeron ocho cuadras de norte a sur y diez de oriente a poniente, y cada solar (un cuarto de cuadra) fue entregado a los colonizadores, que construyeron casas de barro y paja.
Junto a sus soldados, Valdivia partió meses después de la fundación de Santiago hacia el sur, dando inicio a las primeras campañas de la Guerra de Arauco. La ciudad quedó entonces desprotegida, momento perfecto para que las huestes indígenas de Michimalonco atacaran la incipiente urbe. El domingo 11 de septiembre de 1541, la ciudad fue arrasada por los indígenas; pero los 55 españoles, mas un número indeterminado de yanaconas lograron resistir a los miles de atacantes, destacando la participación de Inés de Suárez, pareja de Valdivia y primera mujer europea en el país (?), quien asumió el comando del fuerte. Suárez ordenó la decapitación de siete caciques picunches y colgó sus cabezas para poder desmoralizar a las huestes aborígenes. Tras la destrucción de Santiago, la guerra se trasladó plenamente al sector del río Biobío lo que permitiría la reconstrucción de la ciudad, la que se vería afectada por un terremoto en 1552.
Con Santiago apenas resurgiendo tras la destrucción y la creciente preponderancia que adquiría el conflicto bélico, la recién fundada Concepción comenzó a adquirir mayor protagonismo. El conflicto de poder entre ambas ciudades se agudizaría en 1565 con la fundación de una Real Audiencia en esta última ciudad. Sin embargo, esta sería cerrada en 1575 y al ser restablecido este órgano en el Reino de Chile, en 1607, sería instalada en Santiago, debido al constante peligro que afrontaba Concepción, especialmente tras el desastre de Curalaba, y los terremotos de 1570 y 1575 que asolaron dicha localidad. Con la instalación de la Real Audiencia, Santiago quedó definitivamente establecida como la principal ciudad y capital del país.

## Santiago colonial

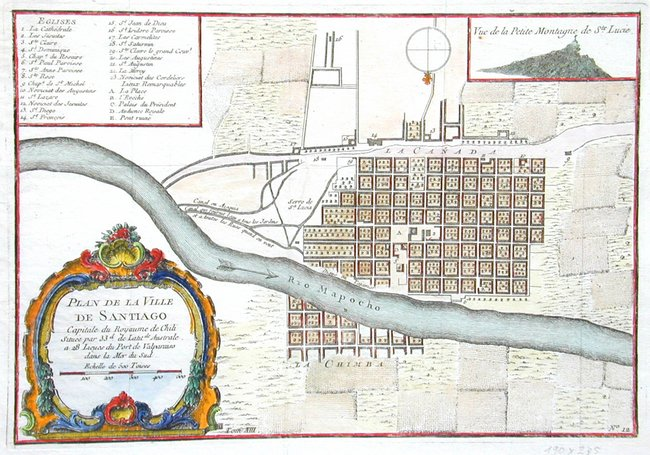
Mapa del Santiago colonial a comienzos del. El sur se ubica en la parte superior de la imagen.

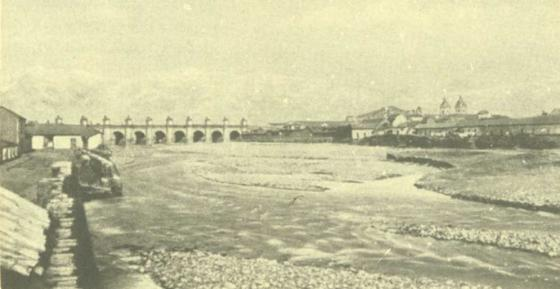
El puente de Calicanto sobre el río Mapocho fue el principal símbolo de la ciudad de Santiago tras su inauguración en 1779.

A pesar de que Santiago estuvo a punto de desaparecer por el asalto indígena, el terremoto y una serie de inundaciones, la ciudad comenzó a poblarse rápidamente. De las 126 cuadras diseñadas por Gamboa, en 1558 ya habían sido ocupadas cuarenta y en 1580, la totalidad. Las tierras de los alrededores de la ciudad comenzaron a ser organizadas chacras, alcanzando más de dos mil cabezas de ganado en el sector de Pudahuel. En el ámbito arquitectónico, comienzan a construirse los primeros edificios de importancia de la ciudad, destacando el inicio de la construcción en piedra de la primera catedral en 1561 y de la iglesia de San Francisco en el borde sur de la ciudad, el 5 de julio de 1572. Ambas construcciones se realizaron principalmente de adobe y piedra, y serían inauguradas 26 y 46 años más tarde, respectivamente.

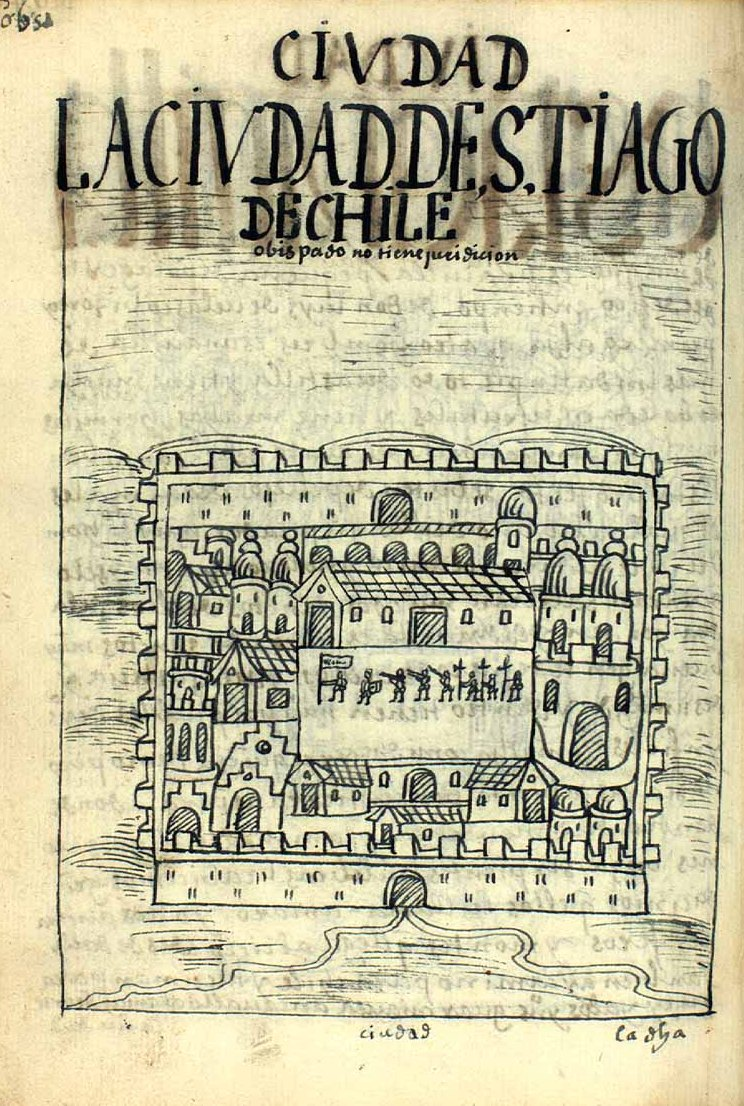
Santiago de Chile amurallada, según la visión de Guamán Poma (Nueva Corónica, 1615)

Un nuevo terremoto destruiría en 1575 la floreciente ciudad, y una serie de nuevos desastres asolarían constantemente a la ciudad durante la primera parte del siglo XVII. En 1590, la población sería diezmada por una epidemia de viruela y en el día de Pentecostés de 1608, el Mapocho se desbordaría matando a 120 personas y 20 mil cabezas de ganado, lo que se repetiría en 1618. Finalmente, el 13 de mayo de 1647 la ciudad quedaría completamente destrozada cuando otro terremoto se llevara la vida de más de 600 personas y dejara más de cinco mil damnificados. Ante esta situación, se plantea la posibilidad de trasladar la capital hacia el norte, cerca de la actual Quillota, pero finalmente se desistió de dicha idea.

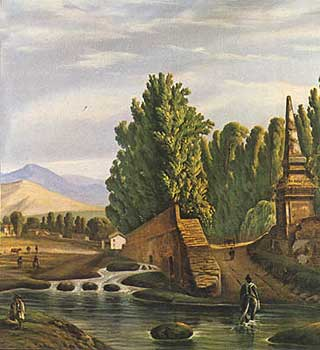
Los tajamares del Mapocho, óleo de Giovatto Molinelli (1855).

A pesar de la serie de trágicos sucesos que abatieron a Santiago, la ciudad se recuperó y mantuvo su crecimiento constante. La Plaza de Armas era el lugar más importante, concentrando allí todo el poder de la Capitanía General de Chile: allí se encontraba la Gobernación, el Cabildo, la Real Audiencia y la Catedral. Sin embargo, las características de un pueblo tranquilo comenzaron a desaparecer con el advenimiento del siglo XVIII: sumado a un nuevo terremoto en 1730, los crímenes, los bandidos y la prostitución comenzaron a aumentar con el paso de los años, hasta la llegada del corregidor Luis Manuel de Zañartu en 1767. Zañartu logró controlar la criminalidad en la ciudad con una política de tolerancia cero, en la cual se incluía el establecimiento de trabajos forzados a los presos comunes. Gracias a esta medida, Zañartu logró iniciar la construcción de dos de las más grandes obras arquitectónicas de la Colonia: el Puente de Calicanto, que permitió unir eficientemente a la ciudad con La Chimba y el inicio de las construcciones de los tajamares para evitar los desbordamientos del Mapocho.
Aunque el puente logró ser construido, los tajamares fueron destruidos por una nueva inundación. En tanto, el gobernador Agustín de Jáuregui había traído en 1780 al arquitecto italiano Joaquín Toesca para realizar la construcción de la nueva fachada de la catedral y otros edificios gubernamentales, destacando el Palacio de La Moneda. Posteriormente, Toesca participaría activamente en los planos definitivos del canal San Carlos y en la construcción de los tajamares definitivos durante el gobierno de Ambrosio O'Higgins, siendo inaugurados definitivamente en 1798. Ambas obras hidráulicas son consideradas como las más grandes de toda la América colonial junto al desagüe del lago de Texcoco en Nueva España. El gobierno de O'Higgins destacó también por la apertura del camino a Valparaíso en 1791 y que permitirían la conexión de la capital con el principal puerto del país.

## Capital de la República

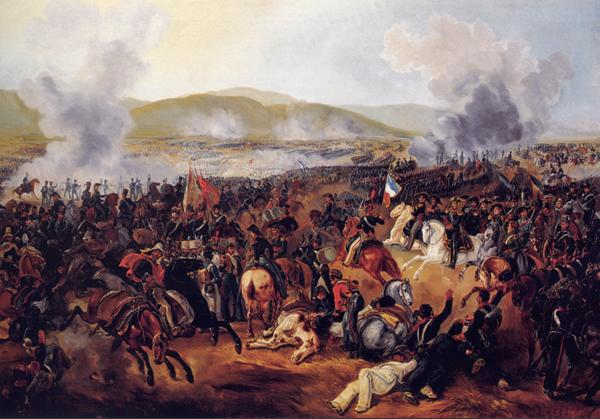
Batalla de Maipú, el 5 de abril de 1818.

Con el advenimiento del siglo XIX, comienzan a gestarse los procesos revolucionarios en América. Así, el martes 18 de septiembre de 1810 se proclama la Primera Junta Nacional de Gobierno en Santiago, hecho con el que se iniciaría el proceso de independencia de Chile. La ciudad, que se convertiría en la capital de la nueva nación, se vería agitada por los diversos acontecimientos, especialmente debido a las acciones bélicas que ocurrirían en sus inmediaciones.

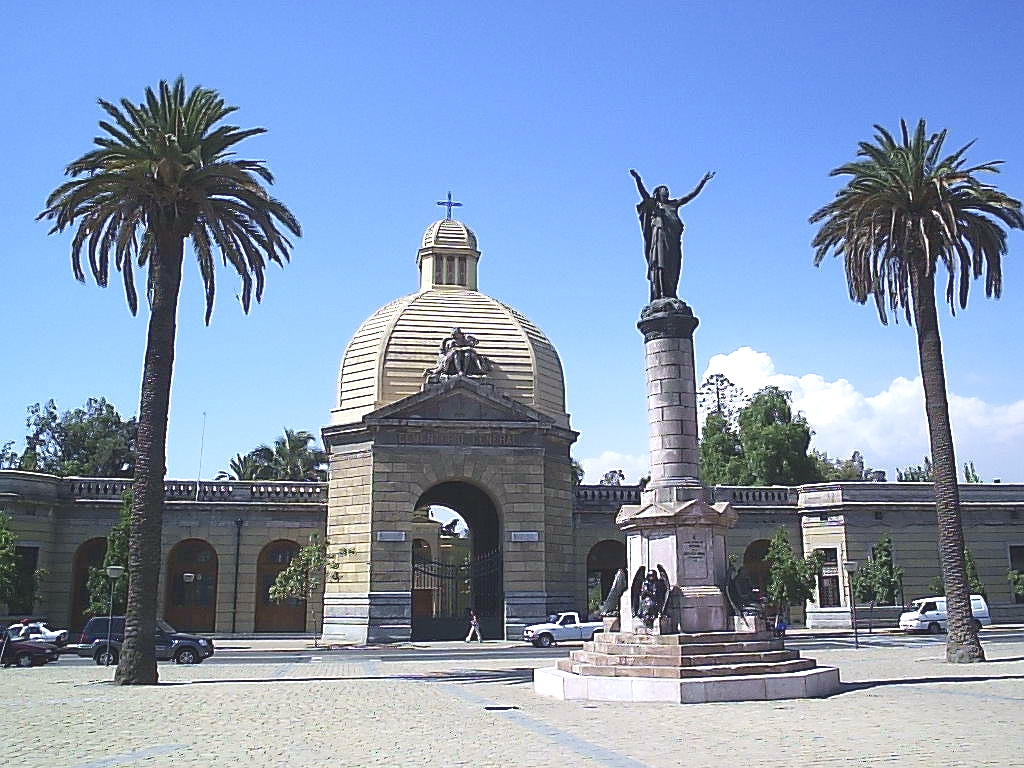
El Cementerio General de Santiago fue una de las principales obras del gobierno de Bernardo O'Higgins.

Durante la Patria Vieja comienzan a instalarse diversas instituciones, como el Instituto Nacional y la Biblioteca Nacional, pero tras la derrota de las tropas patriotas en la batalla de Rancagua, las tropas reconquistadoras hispanas entran en Santiago, el miércoles 5 de octubre de 1814. Con la entrada de las tropas realistas, fueron clausurados todos los avances del gobierno de José Miguel Carrera y los patriotas que no lograron huir a Mendoza fueron deportados a Juan Fernández. Un gobierno del terror se instaló en la ciudad, siendo clausuradas incluso las chinganas, lugares de esparcimiento popular. En 1817, las tropas del Ejército de los Andes al mando del general José de San Martín cruzaron la cordillera y alcanzaron la victoria en la batalla de Chacabuco, reinstaurando el gobierno patriota en Santiago. La independencia, sin embargo, no estaba asegurada. El ejército español obtuvo nuevas victorias y hacia 1818 se dirigía hacia Santiago, pero la carga sería definitivamente detenida en los llanos del río Maipo, durante la batalla de Maipú, el domingo 5 de abril de 1818.
Con el fin de la guerra de la independencia, asume Bernardo O'Higgins como Director Supremo de la República. O'Higgins, al igual que su padre, realiza diversas obras de importancia para la ciudad. Durante la llamada Patria Nueva, se reabren las instituciones cerradas por los españoles durante la Reconquista y se inaugura el Cementerio General, se terminan las obras del canal San Carlos y el brazo sur del Mapocho, conocido como La Cañada, fue cerrado el paso de las aguas y el antiguo vertedero ubicado en sus orillas fue arborizado, dando paso a la Alameda de las Delicias.
Dos nuevos terremotos azotaron la ciudad: uno el martes 19 de noviembre de 1822 y otro el viernes 20 de febrero de 1835. Estos dos hechos, sin embargo, no evitaron que la ciudad siguiera creciendo aceleradamente: en 1820 contaba con 46.000 habitantes, en 1854 la población era de 69.018 habitantes y en el censo de 1865 era de 115.337 habitantes. Este importante aumento se generó principalmente con el crecimiento hacia los suburbios de la zona sur y poniente de la capital y en parte, hacia la Chimba. Sin embargo, el origen de este desarrollo periférico se basaba en la división de las antiguas subdivisiones de los predios existentes en la zona, difiriendo de la estructura de damero que regía el centro de la ciudad.

## La ciudad delsigloXIX

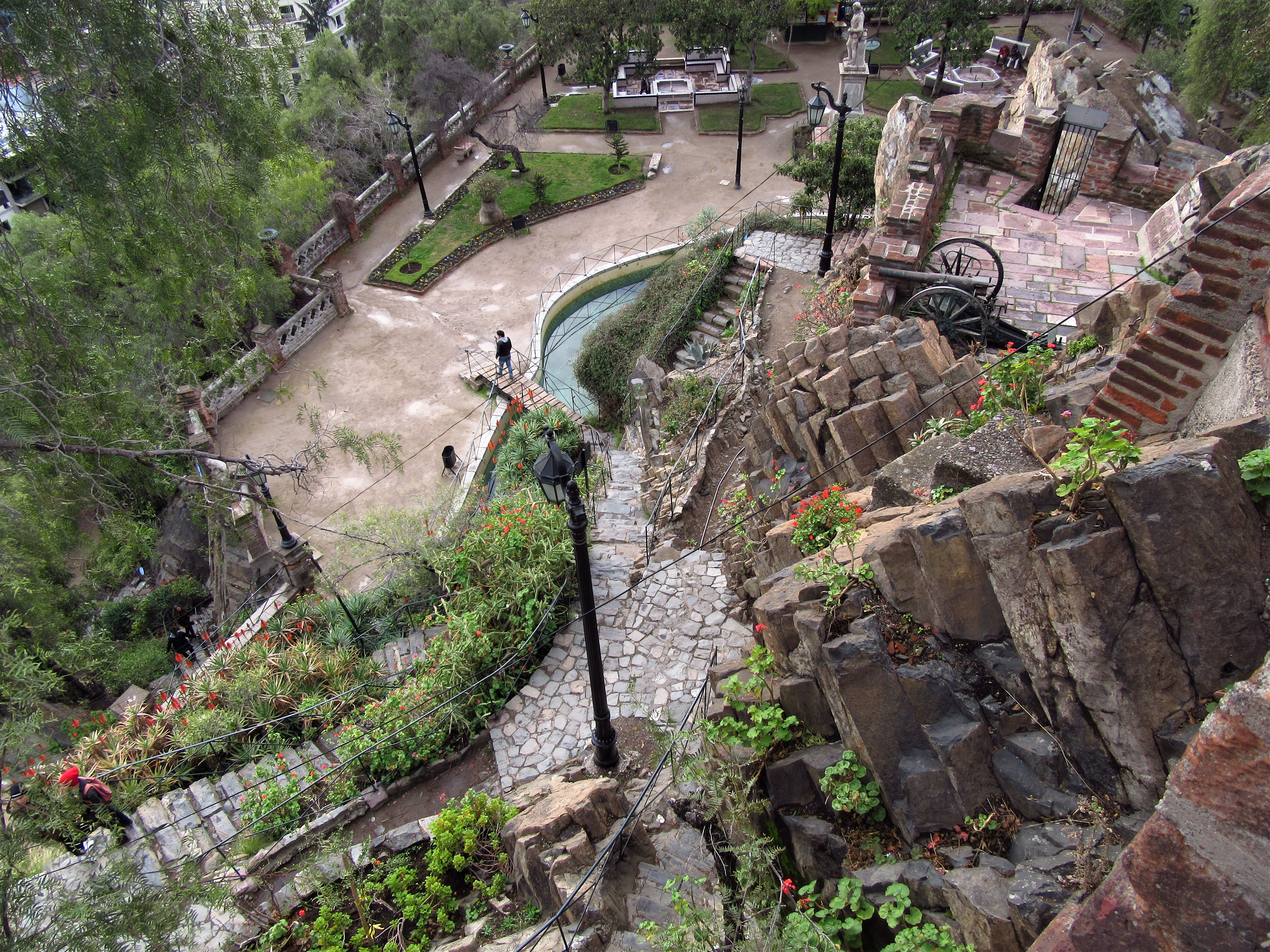
Ladera del cerro Santa Lucía.

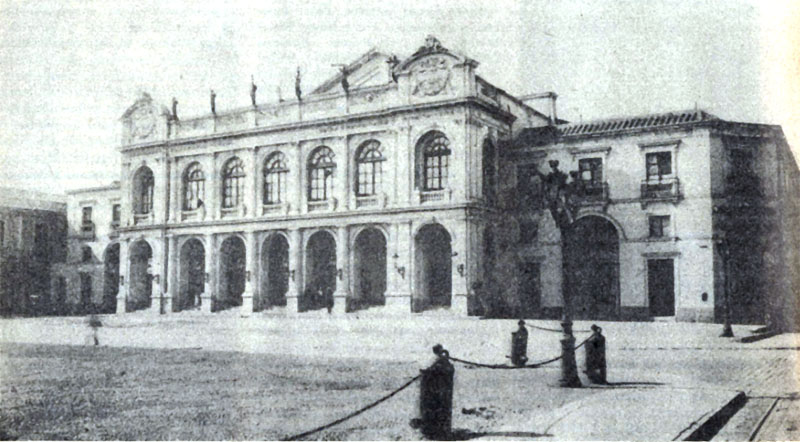
Teatro Municipal, c. 1900.

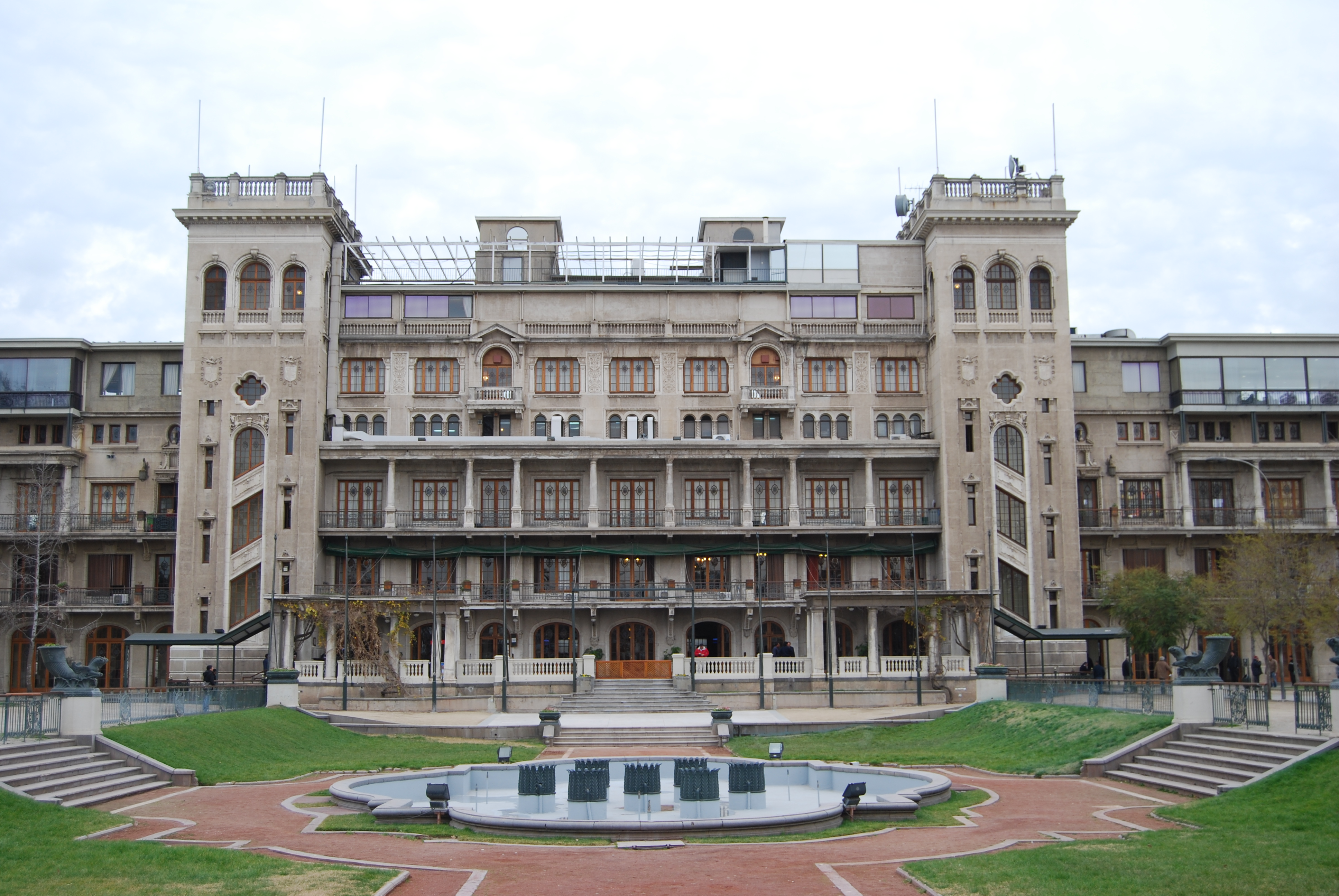
Frontis del Club Hípico.

Durante los años de la denominada República Conservadora entre 1831 y 1861 se crean diversas instituciones, principalmente de carácter educativo y que se convierten en importantes hitos urbanísticos del período, como la Universidad de Chile, la Escuela Normal de Preceptores, la Escuela de Artes y Oficios y la Quinta Normal, donde se incluían los museos de Bellas Artes, actual museo de Ciencia y Tecnología, y el Museo Nacional de Historia Natural. Sin embargo, los principales avances para la ciudad continuaron siendo aquellos de carácter hidrológico: entre 1835 y 1840 se elaboran estudios para verificar la factibilidad de la canalización del río Mapocho, lo que se concretaría en 1865 tras ser financiado por los vecinos de la ciudad. Además, a partir de 1850 comienzan a desaparecer los antiguos canales a tajo abierto que recorrían las calles de la ciudad, como forma de irrigación y evacuación de las aguas servidas, siendo reemplazadas por los primeros sistemas de alcantarillado y redes de distribución de gas, agua potable y alumbrado público. En 1851, por otro lado, se estableció el primer sistema de telégrafos que conectó a la capital con el puerto de Valparaíso. Unos años después, un trágico hecho enlutaría a la ciudad cuando más de 2000 personas fallecieran en el Incendio de la Iglesia de la Compañía, el martes 8 de diciembre de 1863. 
Un nuevo impulso en el desarrollo urbano de la capital se produjo durante la llamada República Liberal (1861-1891) y la administración del intendente de la ciudad, Benjamín Vicuña Mackenna. Dentro de sus principales obras se destacó la remodelación del cerro Santa Lucía que, a pesar de su central ubicación, no era más que un basurero. Vicuña Mackenna se empeñó, incluso endeudándose personalmente, en el diseño de obras arquitectónicas imitando las corrientes neoclásicas europeas y ordenó la forestación del despeñadero rocoso.
Vicuña Mackenna, en su afán de "transformar" a Santiago, inició la construcción del llamado "Camino de Cintura" que circunvalara toda la ciudad, que hasta esa fecha tenía una extensión similar a la de la actual comuna de Santiago. Una nueva remodelación de la Alameda la consagraría finalmente como la arteria central de la ciudad y como un largo paseo para las familias más acomodadas de la capital. El auge económico que vive la aristocracia, principalmente debido a los buenos dividendos obtenidos de la minería del cobre y el salitre, acrecentada con la victoria chilena en la Guerra del Pacífico, permitió el desarrollo de diversos palacios en la capital de características neoclásicas, especialmente en la zona suroriente de la ciudad, en los actuales barrios República y Dieciocho.
Estas familias fueron de gran importancia para el desarrollo urbano de Santiago, puesto que gran parte del financiamiento de las obras provenían de aportes privados de los vecinos ilustres de la ciudad o de obras filantrópicas. Un ejemplo fue Luis Cousiño que, en 1870, ordenó la construcción de un gran parque en los antiguos Campos de Marte, un llano utilizado principalmente para las prácticas del Ejército de Chile y el establecimiento de ramadas durante las Fiestas Patrias. Con el trabajo de paisajistas europeos, en 1873 Cousiño inauguró el parque que llevaría su nombre por más de un siglo y que actualmente es conocido como Parque O'Higgins. El parque, de acceso público, se convirtió en un paseo obligado de los santiaguinos debido a sus amplios jardines, lagunas y carruajes. De igual forma, otros edificios de gran importancia fueron inaugurados durante la época, como el Teatro Municipal y el Club Hípico. En esa misma época, Santiago recibió la Exposición Internacional, efectuada en 1875 en los terrenos de la Quinta Normal.
En cuanto al transporte, la ciudad se convierte en el principal nudo de los ferrocarriles existentes en Chile, los cuales serían durante gran parte del siglo XIX y XX el principal medio de transporte a nivel nacional. El primer ferrocarril llegaría a la ciudad el lunes 14 de septiembre de 1857 en una incipiente Estación Central de Santiago, que sería inaugurada definitivamente en 1884. Para esos años, la ciudad estaría conectada por vía férrea con Valparaíso y el tren longitudinal que cruzaba gran parte del país de norte a sur. En cuanto al transporte urbano, las calles de Santiago estaban pavimentadas y existían 1107 vehículos particulares y 572 coches de arriendo hacia 1875, mientras que 45 000 personas utilizaban diariamente los servicios del tranvía existente, que había sido inaugurado en junio de 1858 como un ramal del Ferrocarril del Sur —denominado Ramal de la Cañada— y siendo uno de los primeros tranvías de tracción animal en Sudamérica. Con respecto a las telecomunicaciones, la red telegráfica se extendió y hacia 1875 abarcaba desde Caldera hasta Lota, mientras los primeros teléfonos fueron instalados durante los años 1880; hacia 1889, The West Coast Company Co., la primera empresa de telefonía, tenía más de 1200 líneas en Santiago y 476 suscriptores, y al año siguiente se establecería la conexión con la ciudad de Valparaíso. Los principales medios de comunicación eran los periódicos, siendo el de mayor circulación El Ferrocarril, de propiedad del Partido Nacional, junto a El Independiente de los conservadores y La Libertad de los radicales.
En tanto, a fines del siglo, se realizaron los trabajos para la instalación de los sistemas de recolección de aguas lluvias que evitarían las inundaciones en el centro de la ciudad y se iniciarían finalmente las obras de canalización del río Mapocho, para lo cual fue necesaria la destrucción de dos de los principales símbolos de la época colonial de la ciudad: los tajamares y el Puente de Calicanto, ocurrida el viernes 10 de agosto de 1888. Para ese entonces, Santiago tenía una población cercana a los 256 000 habitantes, esparcidos en una extensión de 3766 hectáreas. Muchos de estos habitantes vivían en barriadas pobres, excluidas del desarrollo urbano fomentado por la oligarquía. Estos habitantes se concentraban en los bordes de la ciudad, en los barrios Yungay y Chuchunco por el poniente, Ovalle y El Arenal al norte de La Chimba y el llamado "Potrero de la Muerte" en el antiguo fundo de El Conventillo, por el sur. Pese a la estricta división de clases en Santiago, la epidemia de cólera atacó por igual a los habitantes de toda la ciudad a fines de 1886, falleciendo más de 4500 personas.

## El Santiago del centenario

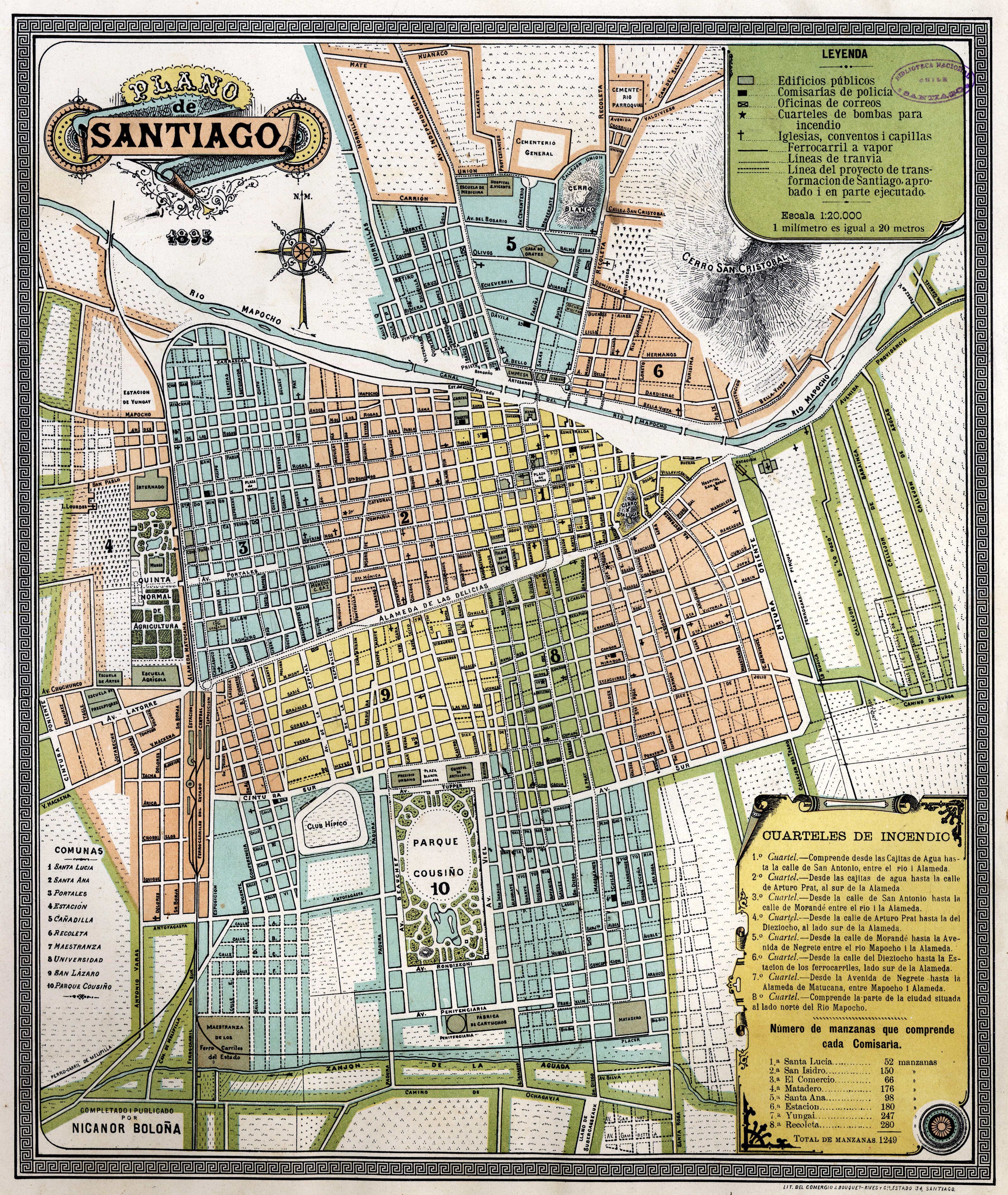
Mapa de Santiago en 1895.

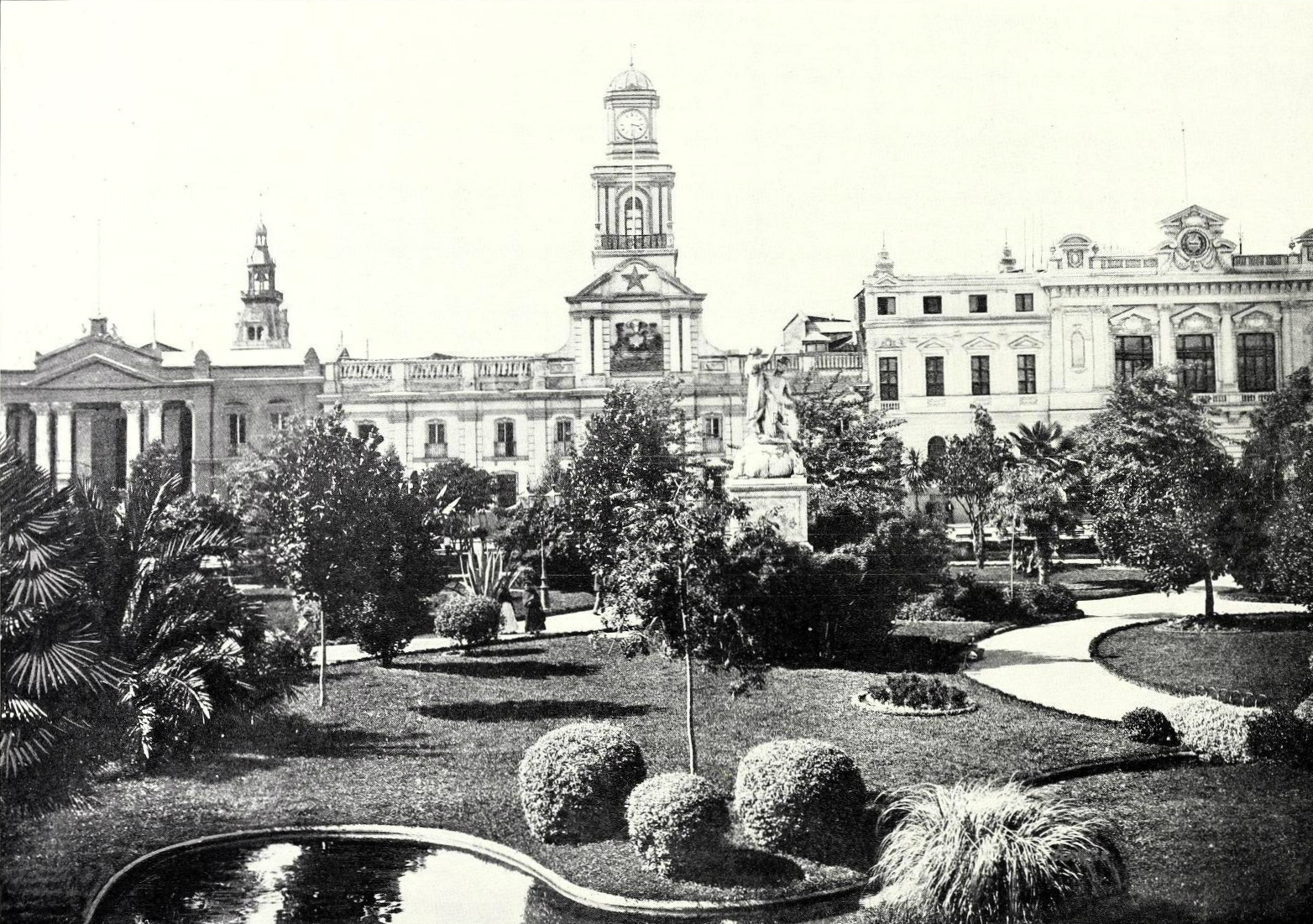
La Plaza de Armas en 1906.

Con el advenimiento del nuevo siglo, la ciudad comenzó a experimentar diversos cambios relacionados con el ingreso de la industria, que si bien había iniciado su instalación a fines de la centuria anterior, recién a partir del siglo XX comenzaría a notar sus efectos con claridad. Ejemplo de ello fue la electricidad, que aparecería en Santiago tanto en el alumbrado público como en los tranvías, que debutaría el domingo 2 de septiembre de 1900. Valparaíso, que hasta la fecha había sido el centro económico del país, comienza lentamente a perder protagonismo en desmedro de la capital. Ya en 1895, el 75% de la industria fabril nacional radicaba en la capital y sólo un 28% en el puerto; hacia 1910, los principales bancos y tiendas comerciales se instalaron en las calles del centro de la ciudad, mientras que en los alrededores de la urbe, la Compañía de Cervecerías Unidas instalaría su principal industria en la zona oriente y la Papelera lo haría en la recién fundada Puente Alto, al sur de la capital.
La promulgación tanto de la ley de Comuna Autónoma como del decreto de creación de municipalidades permitieron la creación de diversas divisiones administrativas en el Departamento de Santiago con el fin de mejorar la administración local. Así, la Municipalidad de Santiago quedó conformada por diez circunscripciones urbanas, mediante la agrupación de sus 27 subdelegaciones urbanas. A su vez, se agruparon gran parte de sus 26 subdelegaciones rurales, conformando los territorios de nuevas municipalidades rurales, los que, segregados de la antigua municipalidad departamental santiaguina, comenzaron rápidamente a crecer urbanísticamente. Maipú, Ñuñoa, Renca, Lampa y Colina se crearon en 1891, Providencia y Barrancas en 1897; y en 1901, Las Condes. En el departamento de La Victoria, se originaron Lo Cañas en 1891, dividido en La Granja y Puente Alto en 1892. En 1899 nació La Florida y en 1925 se creó Cisterna.

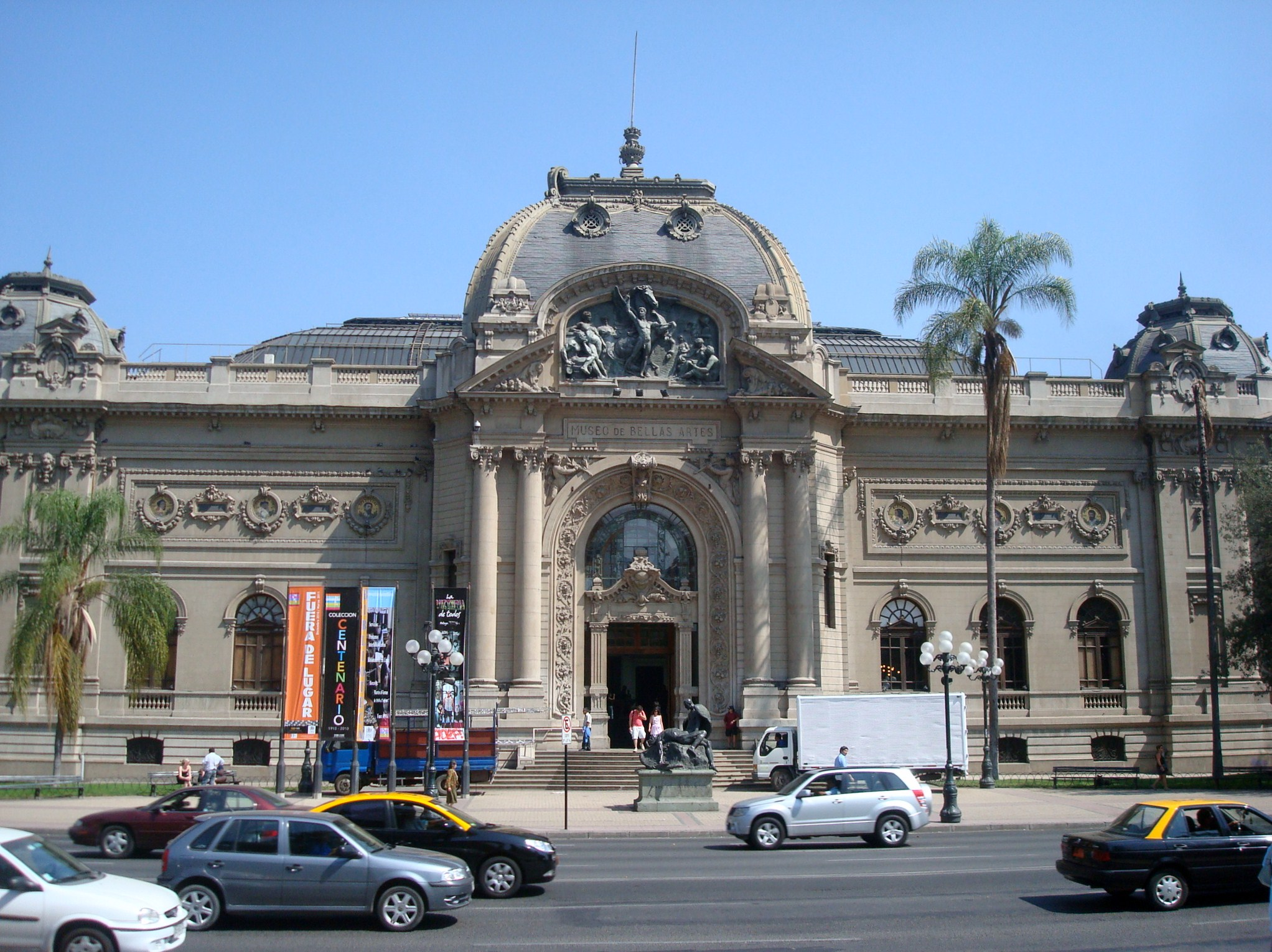
El Museo de Bellas Artes y su cercano Parque Forestal fueron dos de las principales obras de la celebración del Centenario, en 1910.

A comienzos de siglo, el cerro San Cristóbal comenzó a sufrir una renovación similar a la llevada a cabo algunas décadas antes en el Santa Lucía. En 1903 se instaló un observatorio astronómico y al año siguiente fue colocada la primera piedra del santuario mariano en la cumbre del mismo, caracterizado por la imagen de 14 metros de la Virgen María, construida en Francia y que hasta el día de hoy es visible desde diversos puntos de la ciudad. El santuario finalmente sería abierto el martes 8 de diciembre de 1908. Sin embargo, y a pesar del entusiasmo de los habitantes de la ciudad y de políticos como Pedro Bannen, la idea de forestarlo no sería cumplida hasta algunas décadas después. 
Con el deseo de celebrar el Centenario de la República en 1910, se realizaron diversas obras urbanas. Fueron creados diversos ramales de ferrocarriles que permitieron la conexión de la ciudad con sus nacientes suburbios. Así, fue inaugurada la ruta desde la Plaza Baquedano hasta el Cajón del Maipo y, algunos años después, el ferrocarril circunvalatorio. Para ello, debió además construirse una nueva estación de ferrocarriles en el norte de la ciudad: la Estación Mapocho, que se convertiría en una de las principales construcciones de celebración del Centenario. Otras grandes obras serían la creación del Parque Forestal en los terrenos ganados por la canalización del Mapocho, donde se instalaría el nuevo Museo de Bellas Artes. Algunos años después, la Biblioteca Nacional también tendría una nueva sede, junto a la Alameda y el cerro Santa Lucía. Otros avances incluyen la finalización de los trabajos de alcantarillado, que cubrían a cerca del 85% de la población urbana.

## Explosión demográfica

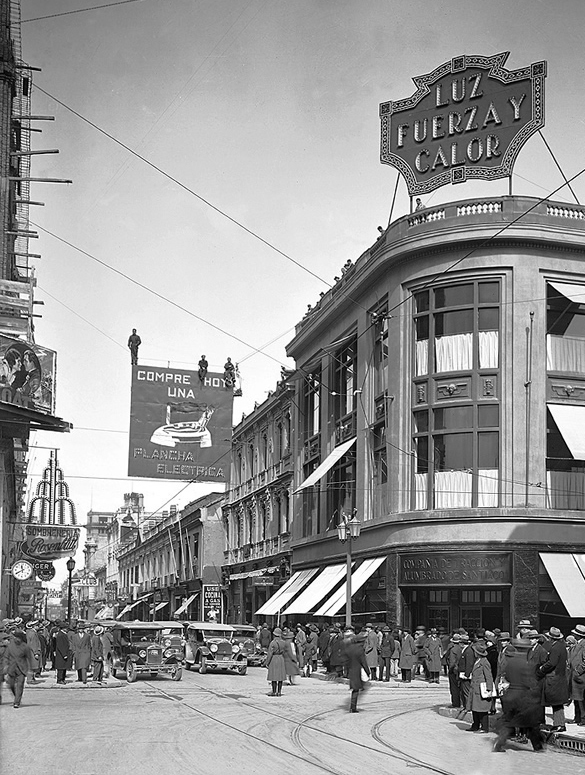
Vista de Ahumada, en el centro de la ciudad, en agosto de 1929. Se observa a la derecha el Palacio de la Luz.

En 1920, Arturo Alessandri Palma asume como Presidente de la República principalmente gracias al voto del proletariado obrero, marginado históricamente de los procesos políticos ocurridos tanto en el país como en la ciudad. A fines de ese año, el censo estimaba una población en Santiago de 507.296 habitantes, lo que equivalía al 13,6% de la población total del país. Esta cifra, además, representaba un aumento de un 52,47% con respecto al censo de 1907, es decir, un crecimiento anual del 3,3%, casi tres veces más que la cifra a nivel nacional. Gran parte de este crecimiento se debía a la llegada de campesinos desde el sur a trabajar en las fábricas o en los ferrocarriles en construcción.
Sin embargo, este crecimiento se experimentó en la periferia y no en el casco urbano propiamente tal. Diversas razones explican este fenómeno, dentro de las que se encuentra el aumento de las contribuciones en la ciudad, el loteo de los antiguos fundos rurales por las comunas recién formadas a bajo costo y la expansión de los tranvías eléctricos hacia la zona oriente y sur de la ciudad. Los habitantes del centro de Santiago, principalmente personas de clase media y alta, comenzaron a emigrar hacia el sector de Providencia y Ñuñoa, al oriente de Santiago, alejadas de la ya contaminada urbe y cercana al mundo rural, lo que les permitía abastecerse de productos agrícolas a menor precio. Muchos inmigrantes europeos, que en la época formaban parte importante de la clase profesional presente en el país, decidieron instalarse en las zonas de la avenida Pedro de Valdivia para estar más cerca de la naturaleza, por lo que comenzaron a abrir diversos clubes deportivos.

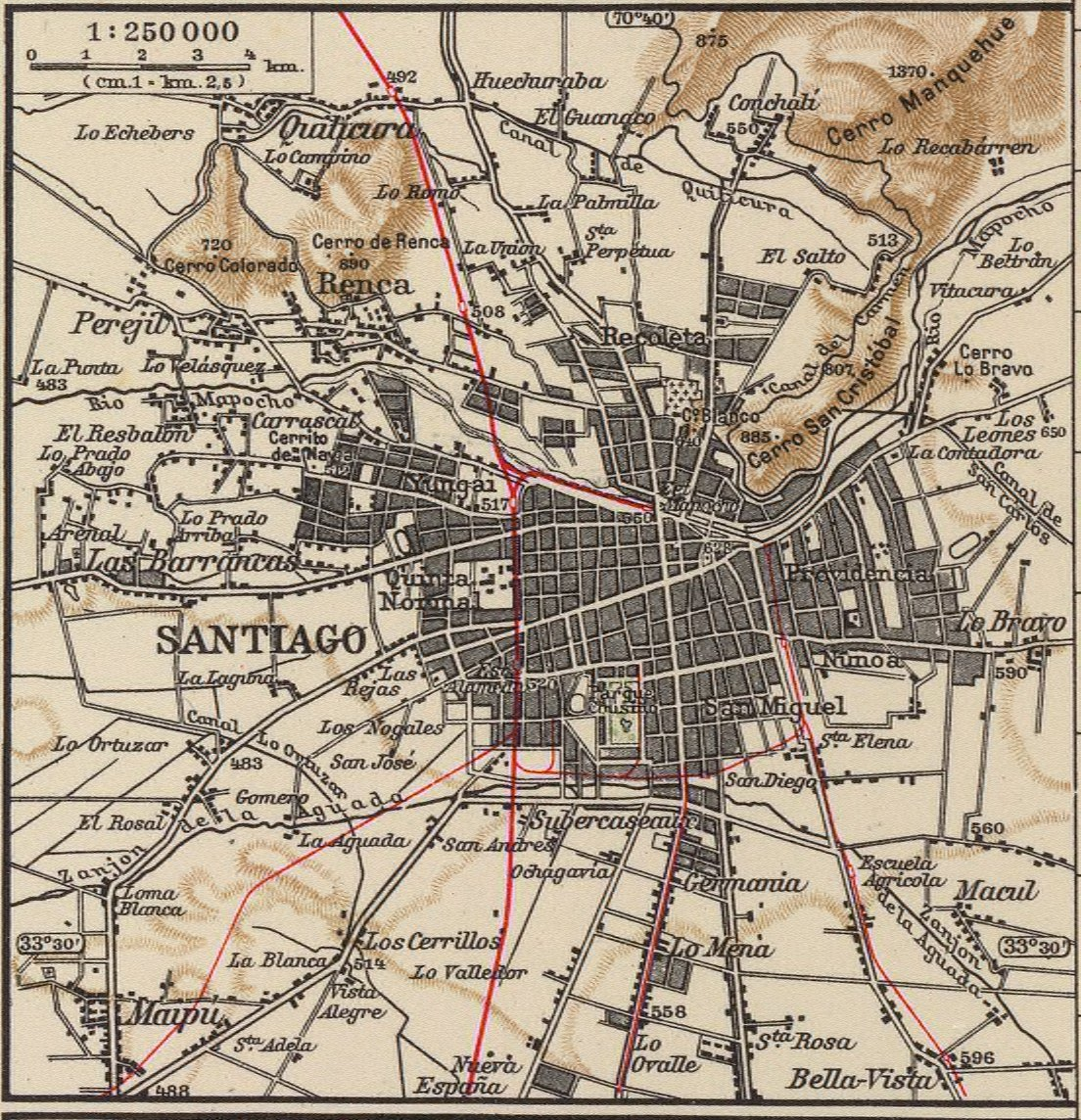
Plano de Santiago en 1929.

Las nuevas propiedades disponibles debido a la partida de sus moradores comenzaron a potenciar y a consolidar al centro de la ciudad como un barrio netamente comercial, en torno al eje de las calles Ahumada, entre la Plaza de Armas y la Alameda, donde surgieron varios centros comerciales denominados "portales". Durante esta misma época, el centro fundacional se consolidó como el centro administrativo del país. Si bien durante años se había discutido la formación de un centro cívico para la capital, la burocracia del régimen parlamentario impidió el desarrollo de un proyecto arquitectónico definitivo. Sólo con el inicio del Presidencialismo, gracias a Alessandri, el proyecto del Barrio Cívico de Santiago en los alrededores del Palacio de La Moneda comenzaría a tomar forma. Los edificios para diversos ministerios y otros servicios públicos fueron construidos siguiendo la corriente modernista, durante los años 1920, pero el proyecto completo sólo se concretaría entre 1936 y 1946, con la creación del Paseo Bulnes, conectando La Moneda con el nuevo Parque Almagro. El nuevo Barrio Cívico daría el puntapié definitivo para el comienzo de la construcción de edificios de mediana altura en la ciudad. La modernidad se expandió en la ciudad, con la aparición de los primeros cines, la expansión de la red telefónica y la inauguración del Aeropuerto Los Cerrillos en 1928, entre otros adelantos.
El sector sur de la ciudad comenzó a desarrollarse en los terrenos del llamado Llano de Subercaseaux a lo largo de la Gran Avenida, que conectaba al centro de Santiago con la villa de San Bernardo. El sector de San Miguel comenzó a convertirse en una ciudad dormitorio para los habitantes de la clase media que se alejaba del centro. Aunque tenía un clima más favorable que Ñuñoa, los barrios marginales ubicados junto al Zanjón de la Aguada, donde además se encontraban la Penitenciaría y el Matadero Municipal, actuaron como una barrera que impidió el ingreso de familias más acomodadas al sector. Tanto en San Miguel, como en los barrios de clase media de Providencia y Ñuñoa, las nuevas viviendas correspondían a los bungalows, siguiendo las tendencias de construcción británica con casas de características similares, mientras el surgimiento de diversas organizaciones sindicales permitió la aparición de villas para sus asociados.

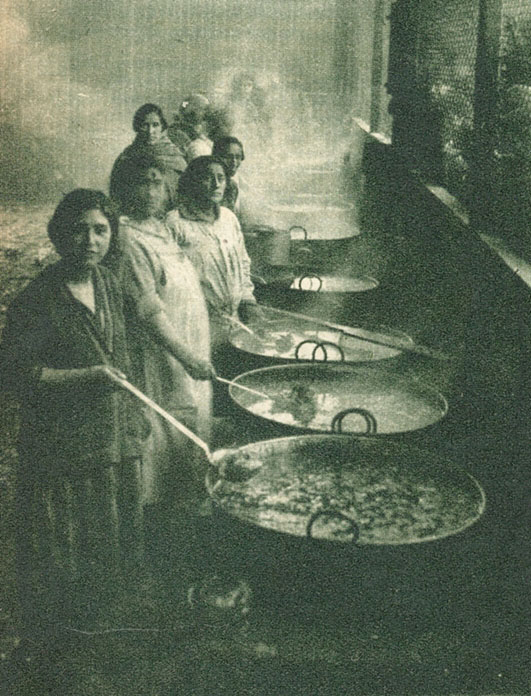
Mujeres preparan ollas comunes, 1932.

La sensación de una era de crecimiento económico, reflejada en los avances tecnológicos y el desarrollo tanto de las clases acomodadas como de la clase media, contrastaba profundamente con las clases sociales más bajas. Joaquín Edwards Bello, a través de obras como El inútil y La chica del Crillón, criticaba fuertemente la disparidad entre la riqueza y la pobreza existentes en Santiago. Aunque durante las primeras dos décadas del siglo, la llegada de inmigrantes campesinos había generado un importante aumento de los barrios pobres en la capital, sería a partir de 1929 que se generaría una explosión demográfica sin precedentes. La Gran Depresión a nivel mundial generó el desplome de la industria salitrera del norte, dejando a 60.000 desempleados, los que sumados a la caída de las exportaciones agrícolas, totalizaron cerca de 300.000 cesantes a nivel nacional. Las grandes ciudades parecían ser las únicas oportunidades de sobrevivir y Santiago, con su bullente industria, fue el destino preferido de los migrantes. Muchos llegaron sin nada a la ciudad y miles debieron sobrevivir en las calles ante la imposibilidad de arrendar alguna habitación. Las enfermedades comenzaron a expandirse y la tuberculosis cobró la vida de cientos de indigentes; 25,3 de cada 10 000 habitantes de la ciudad morían, siendo la tasa de mortalidad más alta a nivel mundial de esta enfermedad. A esto se sumó el desempleo y la baja en los sueldos de los habitantes anteriores de Santiago y el aumento en el costo de la vida en la capital.
La recuperación de la economía se debería al nuevo auge industrial fomentado por la CORFO y la expansión del aparato estatal a partir de fines de los años 1930 y comienzos de los años 1940. En esta época, la aristocracia pierde gran parte del poder que había ostentado durante siglos y es la clase media, compuesta por comerciantes, burócratas y profesionales, la que adquiere el protagonismo de la política nacional. En este contexto, es que la ciudad de Santiago comienza a desarrollarse hacia las masas, mientras las clases acomodadas tienden a refugiarse en los barrios altos de la capital. Los antiguos paseos de la clase adinerada, como el Parque Cousiño y la Alameda de las Delicias, comienzan a perder protagonismo, mientras se abren recintos para el esparcimiento popular, como el Estadio Nacional de Chile en 1938.

## El Gran Santiago
Producto de todos estos cambios a la ciudad, la población de Santiago creció a un ritmo acelerado nunca antes visto. En el censo de 1940, la ciudad acumulaba a 952.075 habitantes, en 1952 esta cifra llegó a los 1.350.409 habitantes y el censo de 1960 reflejó la 1.907.378. Principalmente, este crecimiento se reflejó en la urbanización de los sectores rurales de las comunas aledañas al centro, donde se establecieron las familias de clase media y clase baja con viviendas estables. Esto se refleja en el aumento del tamaño ocupado por el área urbana: en 1930 tenía una extensión de 6500 hectáreas, que en 1960 llegaron a las 20.900 y en 1980 llegó a las 38.296. Aunque la mayoría de las comunas seguían creciendo, pasado mediados de siglo el crecimiento fue explosivo en las comunas más periféricas: Barrancas, al poniente de la Quinta Normal, Conchalí al norte de Recoleta, La Cisterna y La Granja al sur de San Miguel. En el caso de la gente de clases más acomodadas, comenzaron a acercarse al sector precordillerano, hacia los sectores de Las Condes y La Reina. El centro, por el contrario, perdió habitantes dejando más espacio para el desarrollo del comercio, la banca y las actividades gubernamentales.

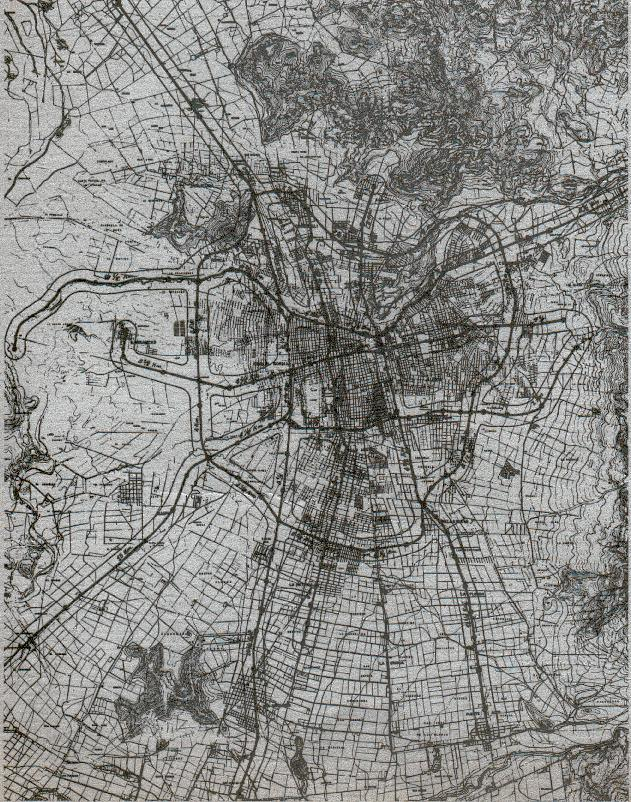
Extensión del Gran Santiago en 1965.

Sin embargo, el crecimiento de la ciudad durante el medio siglo anterior había sido completamente desmedido y sin ningún tipo de regulación. Recién en los años 1960 comenzó a existir conciencia de la idea del Gran Santiago y su regulación para el desarrollo conjunto de los habitantes de la capital. En 1958 fue lanzado el Plan intercomunal de Santiago, el cual sería aprobado el jueves 10 de noviembre de 1960 por el Decreto Supremo N.º 2.387. Este plan incorporaba por primera vez el concepto del Gran Santiago, aceptando la realidad de que la ciudad era más que la comuna central y estableciendo que la amplia autonomía que tenían las comunas periféricas perjudicaba "la natural coordinación que debía existir en una metrópoli que constituye una sola unidad", lo cual había generado una ciudad dentro de la que había espacios que no eran ni claramente rurales ni urbanos. Para ese entonces, las comunas de Santiago, Quinta Normal y San Miguel eran las únicas que tenían urbanizada la totalidad de su superficie, mientras las restantes aún contenían territorios rurales que daban paso a la urbanización de forma irregular.
El plan contenía básicamente tres puntos. El primero correspondía a una regulación del uso urbano, con el fin de mantener espacios naturales y rurales en torno a la capital, fijando una superficie de 21.600 hectáreas para la zona urbana y de 17.000 hectáreas para la suburbana, lo que permitiría una población de hasta 3.260.000 habitantes. El segundo consistía en una reestructuración de las obras viales para mejorar el transporte interno de la capital: se terminó la construcción del Camino de Cintura y se construyó la Avenida Circunvalación Américo Vespucio alrededor de la ciudad. Además, fue habilitada la Carretera Panamericana o Avenida Norte-Sur, cruzando transversalmente la ciudad en dicho sentido, y se ensancharon las principales avenidas de la ciudad, como la Alameda que para ese entonces ya era la principal ruta de circulación de los automóviles en la capital. Finalmente, el tercer punto estipulaba el traslado de las industrias dispersas a lo largo de todo Santiago en zonas especiales conocidas como "cordones industriales", localizadas principalmente en los ejes del camino a Melipilla por el poniente, Avenida Vicuña Mackenna en el oriente y la Panamericana Norte.

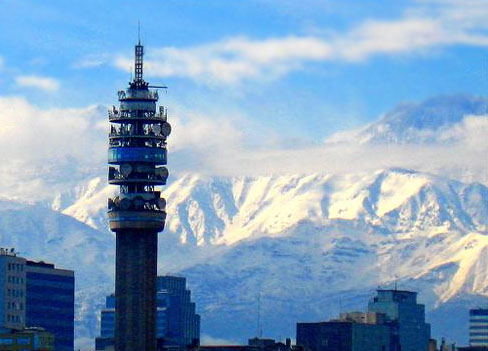
La Torre Entel, símbolo de la ciudad desde 1975.

La celebración de la Copa Mundial de Fútbol de 1962 vino a dar un nuevo empuje a las obras de mejoramiento de la ciudad. Gracias a las gestiones del Ministerio de Vivienda y Urbanismo, se pudieron realizar muchos de los cambios propuestos, dentro de los que destacó la formación del Parque Metropolitano de Santiago en 1966 debido a las remodelaciones en el cerro San Cristóbal, mientras parte de las poblaciones callampas de la ciudad eran erradicadas para dar paso a parques, como en el sector del Zanjón de la Aguada. El MINVU y sus organismos dependientes gestionaron la construcción de nuevas viviendas, construyendo torres habitacionales destacando la Remodelación San Borja, un conjunto de 20 edificios de altura en el centro de la capital que comenzaron a ser construidos en 1969. En sus cercanías, el gobierno de Salvador Allende ordenó la construcción de un gran edificio para recibir la UNCTAD III en 1972, y que sería posteriormente denominado como Edificio Diego Portales y luego Centro Cultural Gabriela Mistral.

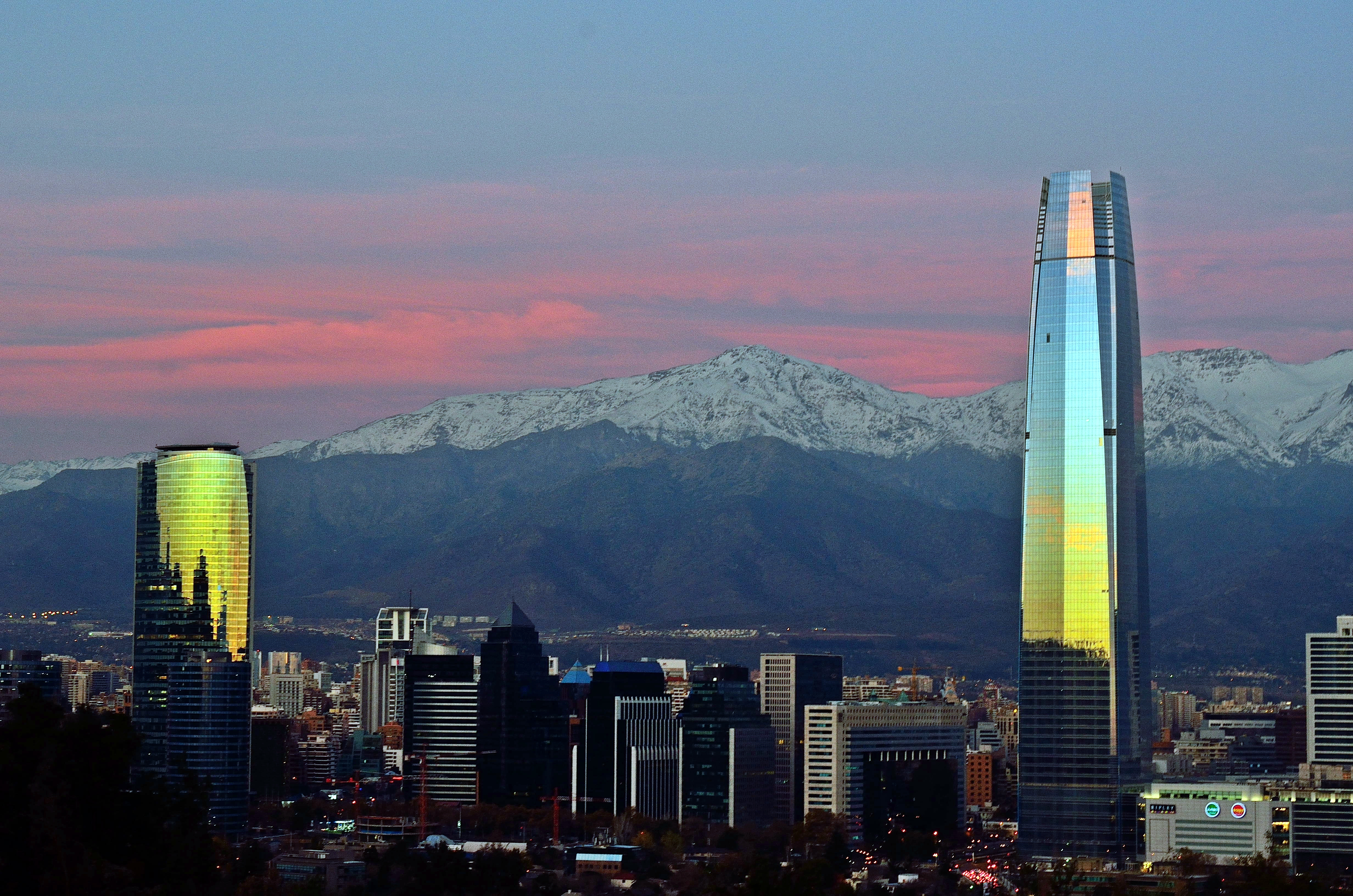
El Costanera Center es uno de los nuevos símbolos de la ciudad, fue terminado en 2013.

En tanto, en 1967 sería inaugurado el nuevo Aeropuerto Internacional. Luego de años de discusión, en 1969 se daría inicio a la construcción del Metro de Santiago, cuya primera etapa correría bajo la Alameda, entre San Pablo y La Moneda. La construcción del ferrocarril subterráneo sería uno de los hechos más importantes en el desarrollo del transporte urbano, siendo inaugurado en 1975. A partir de ese momento, el Metro seguiría creciendo y ya a fines de 1978 contaría con dos líneas perpendiculares a lo largo de gran parte de la ciudad. Las telecomunicaciones tendrían además un importante desarrollo, reflejado con la construcción de la Torre Entel, que desde su finalización en 1974 sería uno de los símbolos de la capital al ser la estructura más alta por más de dos décadas.
Tras el golpe de Estado de 1973 y el establecimiento del régimen militar, la planificación urbana de la ciudad no tendría grandes cambios; sin embargo, al entrar a la década de los años 1980, el gobierno adoptó un modelo económico neoliberal. Bajo este sistema, el Estado comenzó rápidamente a abandonar su rol organizador en beneficio del mercado. En esta situación se promulga una modificación en 1979 al plan regulador, que liberalizó el mercado inmobiliario al ampliar el radio urbano a más de 62.000 hectáreas con el fin de hacer descender los valores de la tierra; en la misma época se desarrolla la campaña publicitaria Dale en tu corazón un lugar a Santiago (1980) que buscaba generar conciencia cívica y elevar la moral de los habitantes. Sin embargo, la crisis económica del año 1982 haría que los valores se mantuvieran o se encarecieran en las zonas urbanas; esto originaría un mayor crecimiento hacia la periferia, principalmente el sector de La Florida, que en el censo de 1992 se convertiría, con más de 300.000 habitantes, en la comuna más habitada de todo el país, y que dejaría a la ciudad con 40.619 hectáreas de extensión hacia comienzos de los años 1990. En tanto, un terremoto azotaría la ciudad el domingo 3 de marzo de 1985 que, aunque causó escasas víctimas, dejó numerosos damnificados y destruyó numerosas edificaciones de antigüedad. Durante esos mismos años, la ciudad enfrentó también diversos desbordes del río Mapocho, en 1982 y 1986, y decenas de hogares fueron arrasados luego de un aluvión en el sector de la Quebrada de Macul en el invierno de 1993.

## La metrópolis en los inicios delsigloXXI

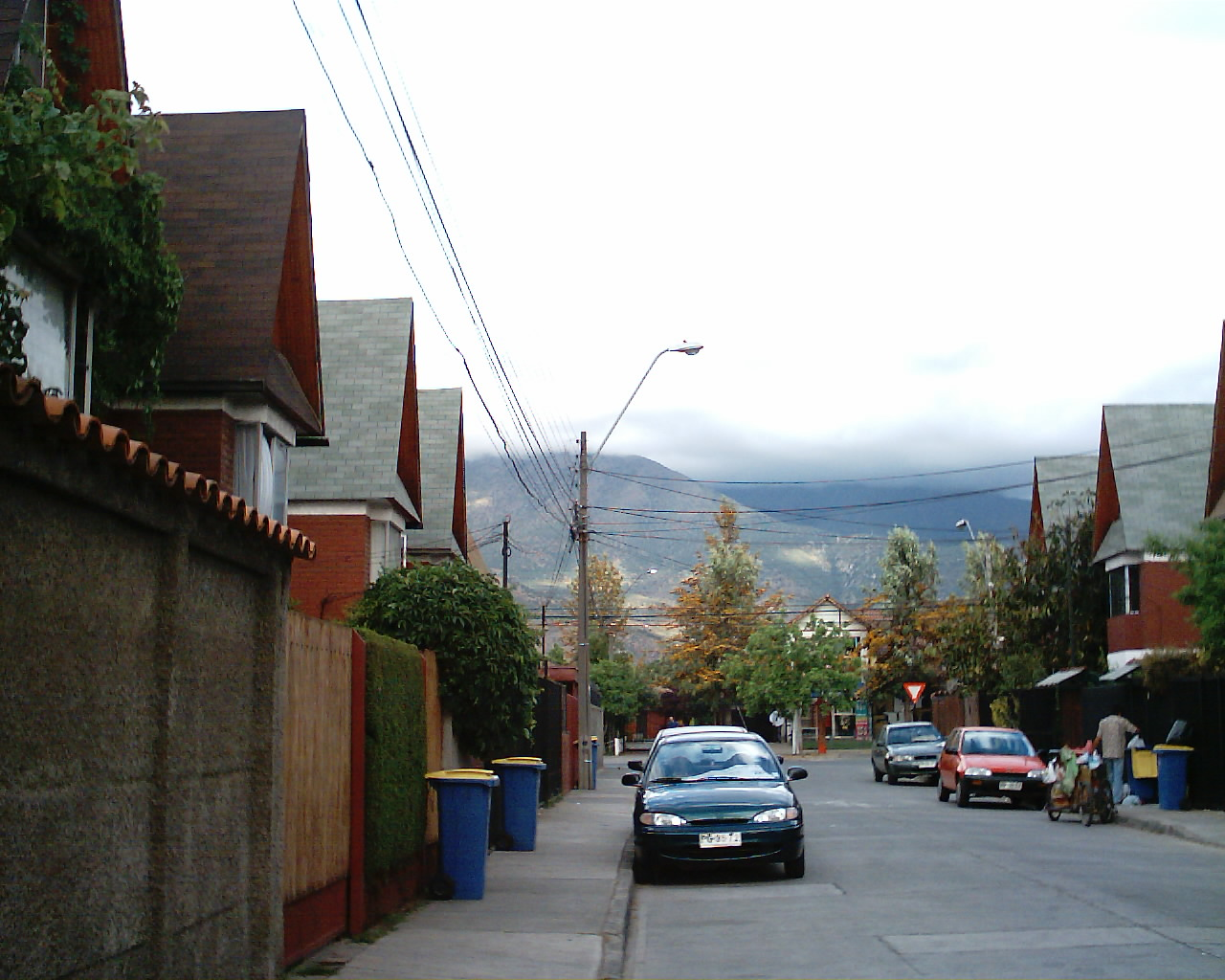
Un conjunto habitacional de clase media en la comuna de La Florida.

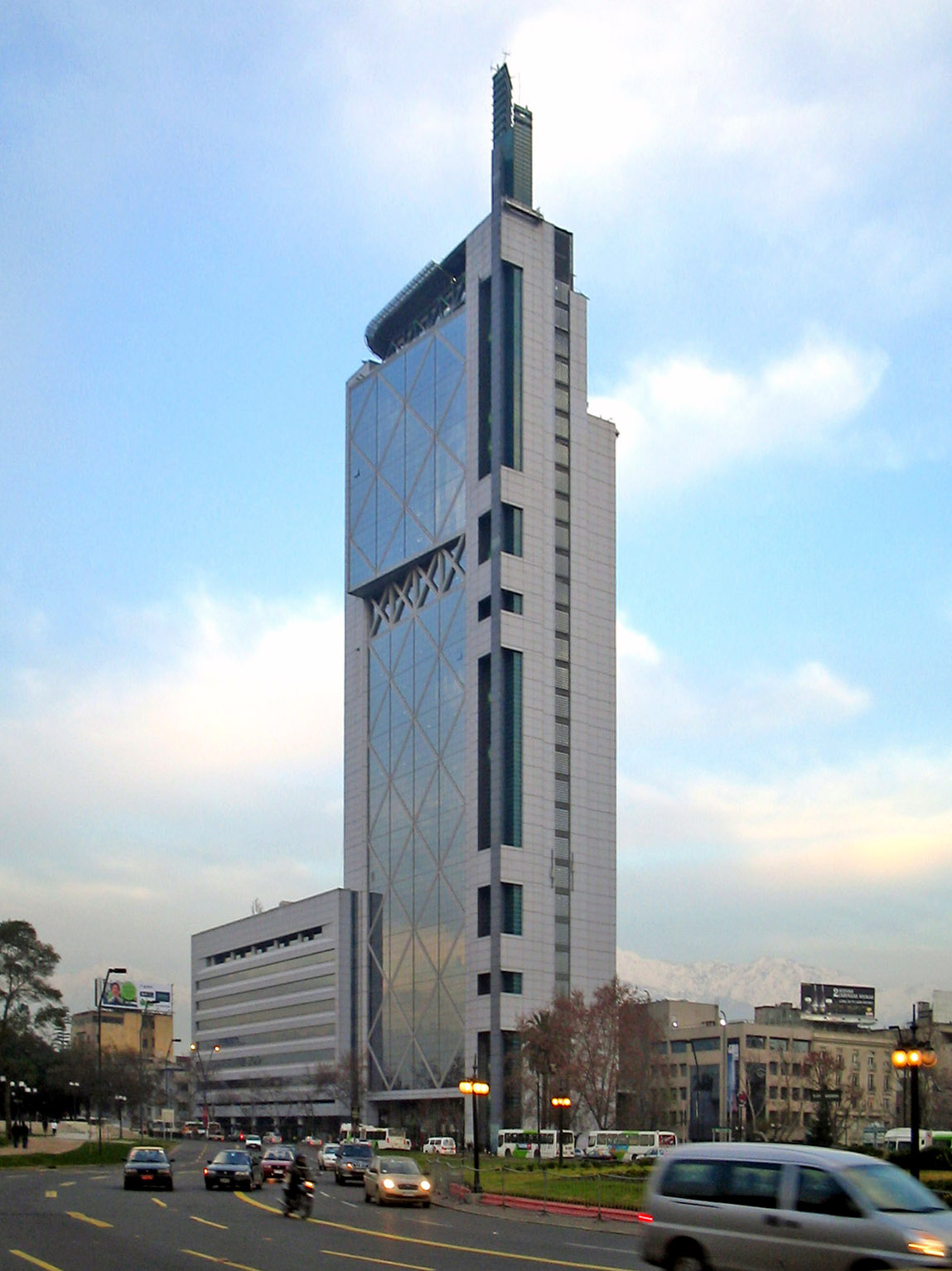
La Torre Telefónica, uno de los símbolos del crecimiento de los años 1990.

Tras el fin de la dictadura militar y el inicio de los gobiernos de la Concertación, la ciudad de Santiago ya sobrepasaba los cuatro millones de habitantes, que habitaban preferentemente en la zona sur: La Florida era seguida en número de habitantes por Puente Alto y Maipú. Durante gran parte de la década de los años 1990 y como producto del crecimiento económico que vivía el país durante esa época, el desarrollo inmobiliario en estas comunas se debió en gran medida a la construcción de conjuntos habitacionales para familias de clase media. Estos conjuntos habitacionales también comenzaron a ser construidos en otras comunas de la periferia, como Quilicura hacia el norte y Peñalolén por el oriente.
El sector nororiente de Santiago vivió otro desarrollo importante. A medida que pasaba el tiempo, la gente de mayores recursos comenzó a avanzar progresivamente hacia la precordillera, aumentando de manera importante la población en Las Condes y dando origen a nuevas comunas como Vitacura y Lo Barnechea. Aunque en décadas anteriores, el eje de Avenida Providencia se había consolidado como un sector comercial de gran importancia, es a partir de fines de los años 80 en que el sector oriente de la ciudad se convierte en un polo de atracción para la construcción de innovadores edificios de oficinas de gran altura. Las grandes empresas del país comenzaron rápidamente a cambiar sus instalaciones desde el centro tradicional hacia el pujante y moderno centro empresarial que comenzó a ser conocido como Sanhattan. A esto se sumó la instalación de los primeros centros comerciales de magnitud que, con el paso de los años, se expandieron al resto de la ciudad, convirtiéndose en un centro de atracción y entretención para la población.
El progresivo desarrollo del llamado "Barrio Alto" influyó aún más en la crisis que vivía el centro de Santiago, por lo que comenzaron a desarrollarse importantes medidas para revitalizarlo. Las principales calles comerciales se convirtieron en paseos peatonales, como el Paseo Ahumada, y se instituyeron beneficios tributarios para la construcción de edificios residenciales, atrayendo nuevamente a un número importante de habitantes, principalmente adultos jóvenes. Por otro lado, aunque la cantidad de gente bajo la línea de la pobreza bajó, esta no desapareció de la ciudad y generó una fuerte dicotomía entre la pujante urbe globalizada y los barrios marginales dispersos a lo largo de la capital. Ejemplo de ello es la comuna de Huechuraba, en la zona norte de Santiago, en cuyo territorio se encuentran barrios de familias de escasos recursos, un sector de modernas oficinas, y condominios exclusivos en barrios residenciales de clase alta. 

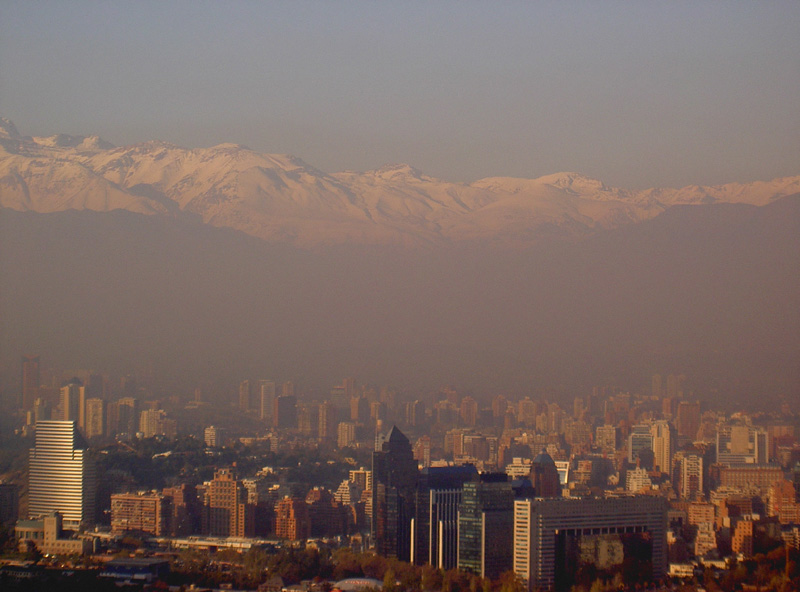
Desde los años 1980, el smog es uno de los principales problemas que enfrenta Santiago.

A pesar de la marcada división entre estratos sociales presente en la ciudad, a partir de los años 1990 comenzaron a surgir diversos problemas generados por el desordenado crecimiento de la ciudad. Uno de ellos fue la contaminación atmosférica, que alcanzó niveles críticos y perjudiciales para la salud humana, produciendo una capa de smog sobre la ciudad acentuada principalmente en los meses de invierno. Ante ello, se instauraron diversas medidas para regular tanto la contaminación producida por fuentes industriales como por fuentes móviles, introduciendo la restricción vehicular a partir de 1990. 
Por otro lado, no existía un sistema de transporte eficiente que pudiera sostener a la ciudad que cada vez era más extensa. Por ello, el Metro de Santiago fue constantemente ampliado, extendiendo las líneas ya existentes y creando tres nuevas entre 1997 y 2006 en el sector suroriente de la ciudad. Hacia 2009, una nueva línea hacia Maipú y una extensión hacia Las Condes dejará al ferrocarril metropolitano con una extensión cercana a los 105 kilómetros. Aunque a comienzos de los años 1990 se realizó una reestructuración al sistema de buses, esta no logró corregir los problemas existentes, por lo que a comienzos de los años 2000 se diseñó un plan maestro de transportes conocido como Transantiago, el cual enfrentaría una serie de problemas desde su puesta en marcha, el sábado 10 de febrero de 2007.
A medida que entra en el siglo XXI, la ciudad persiste en su acelerado desarrollo. Diversas autopistas urbanas han sido construidas, mientras el Barrio Cívico fue renovado con la creación de la Plaza de la Ciudadanía y se comienza la construcción de la Ciudad Parque Bicentenario con el fin de conmemorar el bicentenario de la República. Además, el desarrollo de edificios de altura en la zona oriente ha continuado, el cual culmina con la apertura de los rascacielos Titanium La Portada y Gran Torre Santiago en el complejo inmobiliario Costanera Center. Sin embargo, el efecto del terremoto del 27 de febrero de 2010 que azotó a Santiago, podría generar un impacto en el crecimiento en altura, pues aunque los principales daños ocurrieron en edificios antiguos, algunos de corta data también quedaron inutilizables. En el año 2018 y 2019 se inauguran las líneas 3 y 6 del Metro de Santiago respectivamente, agregando 38 km a la red. Se espera que para la próxima década se inauguren 3 nuevas líneas y varias extensiones. 

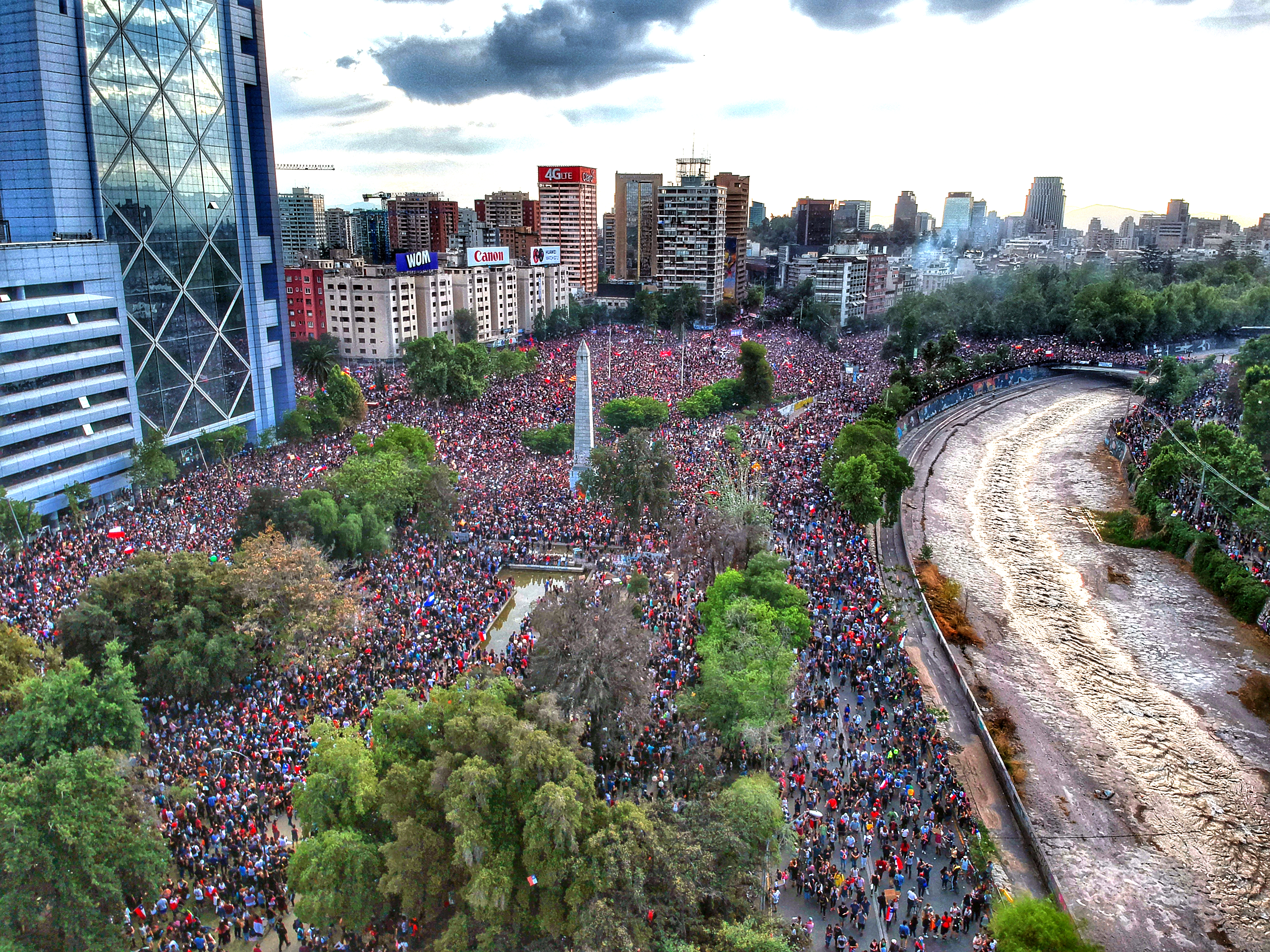
La marcha más grande de Chile realizada en Santiago el 25 de octubre de 2019 que contó con más de 1.200.000 personas.

En el contexto del estallido social de 2019 se realizaron violentas manifestaciones que incluyeron incendios y destrozos afectando severamente al Metro de Santiago, así como también infraestructura del mobiliario urbano público y privado además del comercio. Entre las comunas más afectadas están Puente Alto, La Florida, La Cisterna, Maipú, Ñuñoa, La Granja, Quinta Normal, Pudahuel, San Ramón, La Pintana, Huechuraba, Quilicura, Santiago y Providencia. El entorno de la Plaza Baquedano fue gravemente afectada siendo denominada como la Zona Cero. Los daños se evalúan en más de 15.000 millones de pesos.